# قائمة رؤساء مجلس وزراء مصر
يعود تاريخ نشأة النظارات في مصر إلى عهد محمد علي باشا الذي أسس الجهاز البيروقراطي خلال النصف الأول من القرن التاسع عشر، والذي أنشئت معه مجموعة من الإدارات التنفيذية أطلق عليها اسم الدواوين. واستمر عمل تلك الدواوين طبقاً للاحتياجات الإدارية حتى عام 1837 حين صدر قانون السياستنامه الذي نظم الدواوين بشكل نهائي وتضمن توصيف سبع دواوين هي (الديوان الخديوي «الداخلية»، ديوان كافة الإيرادات، ديوان الجهادية، ديوان البحر، ديوان المدارس، ديوان الأمور الأفرنكية والتجارة المصرية، ديوان الفابريقات). وفي عام 1840 استخدم لقب «ناظر» للتعبير عن رئاسة الديوان. ومن نظام الدواوين نشأ النظام النظاري في مصر في عهد الخديوي إسماعيل طبقاً للأمر العالي الصادر في 28 أغسطس 1878 والذي أقر المسئولية الجماعية للنظار وأن يكون أعضاء المجلس بعضهم لبعض كفيل.:9:13 ومع إعلان الحماية البريطانية على مصر في 19 ديسمبر 1914 تحول اسم مجلس النظار إلى مجلس الوزراء للتأكيد على القطع النهائي للعلاقات التي كانت تربط الدولة العثمانية بمصر، حيث كان أحد أسباب عدم استخدام مصر لمسمى الوزارة أن نفس الاسم كان مستخدماً للوزارة العثمانية، ولم يكن وقتها مقبولًا أن يستخدم التابع والمتبوع نفس التسمية في آن واحد.:15

## دليل ألوان
- حزب الوفد
- حزب الأحرار الدستوريين
- حزب الاتحاد
- دون انتماء حزبي
- ائتلاف وفدي
- ائتلاف لا وفدي
- حزب مصر العربي الاشتراكي
- الحزب الوطني الديمقراطي
- حزب الحرية والعدالة
- قومية (شارك فيها ممثلون لجميع أو أغلب أطراف العمل السياسي)
- انظر الشرح السابق
- رئيس مؤقت

## القائمة
| الرقم                                       | الاسم                                                                                | رئيس مجلس النظار / الوزراء | في عهد | الفترة                                                                                                   | حجم الوزارة:59:75                               | نبذة عن رئيس مجلس الوزراء | ملاحظات |
| ------------------------------------------- | ------------------------------------------------------------------------------------ | --- | --- | --- | ----------------------------------------------- | --- | --- |
| • الخديوية المصرية (1878 – 1914) •          |                                                                                      | | | |                                                 | | |
| 1                                           | نظارة نوبار باشا الأولى                                                              | نوبار باشا السن عند تولي المنصب: 54 سنةً                                                                                            | الخديوي إسماعيل (ابن إبراهيم باشا بن محمد علي باشا) فترة الحكم من: 18 يناير 1863 إلى: 26 يونيو 1879 انتهت تلك الفترة بخلعه. | من: 28 أغسطس 1878 حتى: 23 فبراير 1879 مدة: 5 أشهرٍ و26 يومًا                                               | بدأت: 4 انتهت: 6                                | أرمني ولد بأزمير عام 1824 وتلقى تعليمه بفرنسا وسويسرا، استدعاه قريبه "بوغوص بك" وزير محمد علي باشا للعمل في مصر فاشتغل بقلم المترجمين ثم سكرتيراً خاصاً لإبراهيم باشا. اتخذه عباس باشا أيضاً سكرتيراً وخلال تلك الفترة توثقت العلاقة بينه وبين القنصل الإنجليزي. وفي عهد سعيد باشا عين مديراً للسكك الحديدية. وكان صاحب مشروع المحاكم المختلطة في عهد إسماعيل باشا وكان مبعوث الخديوي لأوروبا لحل المشكلات.:54 | استعفت النظارة في 23 فبراير 1879، وبقيت البلاد بعدها بلا نظارة مسئولة لأكثر من أسبوعين، حتى تم الاتفاق بين الإنجليز والفرنسيين والخديوي إسماعيل، وتألفت نظارة توفيق في 10 مارس 1879.:55:60 |
| 2                                           | نظارة محمد توفيق باشا الأولى                                                         | الأمير محمد توفيق باشا السن عند تولي المنصب: 27 سنةً                                                                                | الخديوي إسماعيل (ابن إبراهيم باشا بن محمد علي باشا) فترة الحكم من: 18 يناير 1863 إلى: 26 يونيو 1879 انتهت تلك الفترة بخلعه. | من: 10 مارس 1879 حتى: 7 أبريل 1879 مدة: 28 يومًا                                                          | بدأت: 5 انتهت: 7                                | ابن الخديوي إسماعيل، ولد سنة 1852 وتلقى تعليمه في مدرسة المنيل ثم المدرسة التجهيزية حيث تعلم التركية والفرنسية والإنجليزية. اشتغل بالجهاز الإداري وعين رئيساً للمجلس الخاص.:61 | :61:65 |
| 3                                           | نظارة محمد شريف باشا الأولى                                                          | محمد شريف باشا السن عند تولي المنصب: 53 سنةً                                                                                        | الخديوي إسماعيل (ابن إبراهيم باشا بن محمد علي باشا) فترة الحكم من: 18 يناير 1863 إلى: 26 يونيو 1879 انتهت تلك الفترة بخلعه. | من: 7 أبريل 1879 حتى: 5 يوليو 1879 مدة: شهران و28 يومًا                                                   | بدأت: 7 انتهت: 7                                | شركسي الأصل وولد بالقاهرة في نوفمبر 1826 وهو ابن محمد شريف أفندي الشركسي الذي كان قاضياً لقضاة مصر. تلقى تعليمه في مصر ثم فرنسا بمدرستها العسكرية والتحق بخدمة الجيش الفرنسي. لما عاد إلى مصر اشتغل ياوراً لسليمان باشا الفرنسي. ترقى في المناصب حتى وصل في عهد سعيد باشا إلى رتبة فريق ثم انتقل للأعمال الإدارية فأسند إليه رئاسة المجلس المخصوص سنة 1867 ورئاسة مجلس شورى النواب سنة 1875 ووقع عن الحكومة معاهدة الرقيق سنة 1877.:66 | تدخلت بريطانيا وفرنسا وألمانيا لخلع إسماعيل فاستجابت اسطانبول وصدرت الإرداة العلية في 26 يونيو 1879 بخلع الخديوي إسماعيل لتنتهي بذلك النظارة الشريفية الأولى واستمرت في تسيير الأعمال حتى تشكيل الحكومة الشريفية الثانية.:66:69 |
|                                             |                                                                                      | محمد شريف باشا السن عند تولي المنصب: 53 سنةً                                                                                        | | |                                                 | شركسي الأصل وولد بالقاهرة في نوفمبر 1826 وهو ابن محمد شريف أفندي الشركسي الذي كان قاضياً لقضاة مصر. تلقى تعليمه في مصر ثم فرنسا بمدرستها العسكرية والتحق بخدمة الجيش الفرنسي. لما عاد إلى مصر اشتغل ياوراً لسليمان باشا الفرنسي. ترقى في المناصب حتى وصل في عهد سعيد باشا إلى رتبة فريق ثم انتقل للأعمال الإدارية فأسند إليه رئاسة المجلس المخصوص سنة 1867 ورئاسة مجلس شورى النواب سنة 1875 ووقع عن الحكومة معاهدة الرقيق سنة 1877.:66 | |
| 4                                           | نظارة محمد شريف باشا الثانية                                                         | محمد شريف باشا السن عند تولي المنصب: 53 سنةً                                                                                        | الخديوي توفيق (ابن الخديوي إسماعيل) فترة الحكم من: 26 يونيو 1879 إلى: 7 يناير 1892 انتهت تلك الفترة بوفاته. | من: 5 يوليو 1879 حتى: 18 أغسطس 1879 مدة: شهرًا واحدًا و13 يومًا                                             | بدأت: 7 انتهت: 7                                | شركسي الأصل وولد بالقاهرة في نوفمبر 1826 وهو ابن محمد شريف أفندي الشركسي الذي كان قاضياً لقضاة مصر. تلقى تعليمه في مصر ثم فرنسا بمدرستها العسكرية والتحق بخدمة الجيش الفرنسي. لما عاد إلى مصر اشتغل ياوراً لسليمان باشا الفرنسي. ترقى في المناصب حتى وصل في عهد سعيد باشا إلى رتبة فريق ثم انتقل للأعمال الإدارية فأسند إليه رئاسة المجلس المخصوص سنة 1867 ورئاسة مجلس شورى النواب سنة 1875 ووقع عن الحكومة معاهدة الرقيق سنة 1877.:66 | :74:77 |
| 5                                           | نظارة محمد توفيق باشا الثانية                                                        | الخديوي توفيق السن عند تولي المنصب: 27 سنةً                                                                                         | الخديوي توفيق (ابن الخديوي إسماعيل) فترة الحكم من: 26 يونيو 1879 إلى: 7 يناير 1892 انتهت تلك الفترة بوفاته. | من: 18 أغسطس 1879 حتى: 21 سبتمبر 1879 مدة: شهرًا واحدًا و3 أيامٍ                                            | بدأت: 9 انتهت: 9                                | | اصطلح على تسميتها بالنظارة التوفيقية الثانية، في حين تضاربت الآراء حول ماهية ذلك النظام ما بين نظام الحكم المطلق أو نظام النظارة المسئولة، وذلك بسبب الأمر الكريم الصادر في 18 أغسطس 1879 بإلغاء مجلس النظار وإبطاله، ومسئولية كل ناظر أمام مجلس برئاسة الخديوي.:78:80 |
| 6                                           | نظارة مصطفى رياض باشا الأولى                                                         | مصطفى رياض باشا السن عند تولي المنصب: 45 سنةً                                                                                       | الخديوي توفيق (ابن الخديوي إسماعيل) فترة الحكم من: 26 يونيو 1879 إلى: 7 يناير 1892 انتهت تلك الفترة بوفاته. | من: 21 سبتمبر 1879 حتى: 10 سبتمبر 1881 مدة: سنةً واحدةً و11 شهرًا و20 يومًا                                  | بدأت: 7 انتهت: 7                                | ولد سنة 1834 بالقاهرة وتخرج في مدرسة المفروزة العسكرية وفي سنة 1848 عين كاتباً بديوان المالية. تدرج في المناصب حتى عين كاتباً بالمعية وفي سنة 1852 عين ياوراً بمعية عباس الأول وظل يترقى حتى نال رتبة أميرآلاي ثم عين مديراً للجيزة وفي عهد الخديوي إسماعيل عين عضواً بالمجلس المخصوص. عين بعد رئيساً للديوان الخديوي ثم ناظراً في أول نظارة مشكلة سنة 1878.:81 | عُزل مصطفى رياض باشا إبان الثورة العرابية بعد مظاهرة 9 سبتمبر 1881 التي كان من مطالبها عزله.:82:92 |
| 7                                           | نظارة محمد شريف باشا الثالثة                                                         | محمد شريف باشا السن عند تولي المنصب: 55 سنةً                                                                                        | الخديوي توفيق (ابن الخديوي إسماعيل) فترة الحكم من: 26 يونيو 1879 إلى: 7 يناير 1892 انتهت تلك الفترة بوفاته. | من: 14 سبتمبر 1881 حتى: 4 فبراير 1882 مدة: 4 أشهرٍ و21 يومًا                                               | بدأت: 7 انتهت: 7                                | | اختير بناء على رغبة عرابي لمواقفه المتعددة ضد التدخل الأوروبي.:92:97 |
| 8                                           | نظارة محمود سامي البارودي باشا                                                       | محمود سامي البارودي باشا السن عند تولي المنصب: 43 سنةً                                                                              | الخديوي توفيق (ابن الخديوي إسماعيل) فترة الحكم من: 26 يونيو 1879 إلى: 7 يناير 1892 انتهت تلك الفترة بوفاته. | من: 4 فبراير 1882 حتى: 26 مايو 1882 مدة: 3 أشهرٍ و22 يومًا                                                 | بدأت: 7 انتهت: 8                                | ينحدر من أصول جركسية. ولد سنة 1839 وجده عبد الله بك الجركسي من الكشاف. أضيف إلى اسم عائلته لفظ البارودي نسبة إلى إيتاي البارود التي كانت في التزام أحد أجداده. تلقى علومه في مدارس محمد علي الحربية وترقى حتى وصل إلى رتبة الأميرآلاي وبعد اشتراكه في القضاء على ثورة كريت وفي الحرب ضد روسيا رقي إلى رتبة لواء وعين ناظراً لأول مرة في 5 يوليو 1879.:98 | قبل الخديوي توفيق استقالة النظارة في 26 مايو 1882، وبقيت البلاد بعدها بلا نظارة لحوالي عشرون يوماُ، حتى تشكلت وزارة إسماعيل راغب باشا، وبقي أحمد عرابي فقط خلال تلك الفترة في نظارته طبقاً للإرادة السنية الصادرة في 28 مايو 1882 وذلك تحت ضغوط ضباط الجيش والشرطة.:97:102 |
| 9                                           | نظارة إسماعيل راغب باشا                                                              | إسماعيل راغب باشا السن عند تولي المنصب: 63 سنةً                                                                                     | الخديوي توفيق (ابن الخديوي إسماعيل) فترة الحكم من: 26 يونيو 1879 إلى: 7 يناير 1892 انتهت تلك الفترة بوفاته. | من: 17 يونيو 1882 حتى: 21 أغسطس 1882 مدة: شهران و4 أيامٍ                                                  | بدأت: 8 انتهت: 8                                | ولد سنة 1819 في بلاد المورة ونشأ بها ثم سافر إلى الأناضول. هاجر إلى مصر سنة 1846 وتلقى العلم بالمكتب الأميري وعين مساعد ترجمة بمجلس الملكية وظل يترقى بالمناصب حتى عين ناظراً للمالية.:104 | :103:111 |
| 10                                          | نظارة محمد شريف باشا الرابعة                                                         | محمد شريف باشا السن عند تولي المنصب: 56 سنةً                                                                                        | الخديوي توفيق (ابن الخديوي إسماعيل) فترة الحكم من: 26 يونيو 1879 إلى: 7 يناير 1892 انتهت تلك الفترة بوفاته. | من: 21 أغسطس 1882 حتى: 10 يناير 1884 مدة: سنةً واحدةً و4 أشهرٍ و20 يومًا                                     | بدأت: 8 انتهت: 8                                | | أول نظارة في ظل الاحتلال البريطاني، وفي عهدها دُحرت الثورة العربية وألغي الجيش المصري وحوكم زعماء الثورة. استقالت النظارة بعد التبليغ البريطاني الذي أرسله اللورد جوانفيل إلى شريف باشا في 4 يناير 1884 مرسخاً به السيطرة السياسية البريطانية على الشئون المصرية.:111:117 |
| 11                                          | نظارة نوبار باشا الثانية                                                             | نوبار باشا السن عند تولي المنصب: 60 سنةً                                                                                            | الخديوي توفيق (ابن الخديوي إسماعيل) فترة الحكم من: 26 يونيو 1879 إلى: 7 يناير 1892 انتهت تلك الفترة بوفاته. | من: 10 يناير 1884 حتى: 9 يونيو 1888 مدة: 4 سنواتٍ و4 أشهرٍ و30 يومًا                                        | بدأت: 6 انتهت: 6                                | | :117:122 |
| 12                                          | نظارة مصطفى رياض باشا الثانية                                                        | مصطفى رياض باشا السن عند تولي المنصب: 54 سنةً                                                                                       | الخديوي توفيق (ابن الخديوي إسماعيل) فترة الحكم من: 26 يونيو 1879 إلى: 7 يناير 1892 انتهت تلك الفترة بوفاته. | من: 9 يونيو 1888 حتى: 12 مايو 1891 مدة: سنتان و11 شهرًا و3 أيامٍ                                           | بدأت: 6 انتهت: 6                                | | :123:126 |
| 13                                          | نظارة مصطفى فهمي باشا الأولى                                                         | مصطفى فهمي باشا السن عند تولي المنصب: 51 سنةً المدة المتواصلة في المنصب: سنةً واحدةً و8 أشهرٍ ويومًا واحدًا                              | الخديوي توفيق (ابن الخديوي إسماعيل) فترة الحكم من: 26 يونيو 1879 إلى: 7 يناير 1892 انتهت تلك الفترة بوفاته. | من: 14 مايو 1891 حتى: 17 يناير 1892 مدة: 8 أشهرٍ و3 أيامٍ                                                  | بدأت: 6 انتهت: 6                                | ولد في كريت سنة 1840 وهو ابن حسين أفندي البكباشي التركي الأصل. تكفل بتربيته خاله محمد زكي باشا ناظر ديوان الأشغال. تعلم بالمدرسة الحربية بالقلعة والتحق بالجيش وترقى في المناصب حتى ننال رتبة فريق. عين مديراً للمنوفية ثم محافظاً للقاهرة وبورسعيد وناظراً للخاصة الخديوية وسر تشريفاتي خديوي. وأسندت إليه عدة نظارات هي الأشغال والخارجية والحقانية والمالية والداخلية والحربية والبحرية.:125 | :126:134 |
|                                             |                                                                                      | مصطفى فهمي باشا السن عند تولي المنصب: 51 سنةً المدة المتواصلة في المنصب: سنةً واحدةً و8 أشهرٍ ويومًا واحدًا                              | | |                                                 | ولد في كريت سنة 1840 وهو ابن حسين أفندي البكباشي التركي الأصل. تكفل بتربيته خاله محمد زكي باشا ناظر ديوان الأشغال. تعلم بالمدرسة الحربية بالقلعة والتحق بالجيش وترقى في المناصب حتى ننال رتبة فريق. عين مديراً للمنوفية ثم محافظاً للقاهرة وبورسعيد وناظراً للخاصة الخديوية وسر تشريفاتي خديوي. وأسندت إليه عدة نظارات هي الأشغال والخارجية والحقانية والمالية والداخلية والحربية والبحرية.:125 | |
| 14                                          | نظارة مصطفى فهمي باشا الثانية                                                        | مصطفى فهمي باشا السن عند تولي المنصب: 51 سنةً المدة المتواصلة في المنصب: سنةً واحدةً و8 أشهرٍ ويومًا واحدًا                              | الخديوي عباس حلمي الثاني (ابن الخديوي توفيق) فترة الحكم من: 8 يناير 1892 إلى: 19 ديسمبر 1914 انتهت تلك الفترة بخلعه. | من: 17 يناير 1892 حتى: 15 يناير 1893 مدة: 11 شهرًا و29 يومًا                                               | بدأت: 6 انتهت: 6                                | ولد في كريت سنة 1840 وهو ابن حسين أفندي البكباشي التركي الأصل. تكفل بتربيته خاله محمد زكي باشا ناظر ديوان الأشغال. تعلم بالمدرسة الحربية بالقلعة والتحق بالجيش وترقى في المناصب حتى ننال رتبة فريق. عين مديراً للمنوفية ثم محافظاً للقاهرة وبورسعيد وناظراً للخاصة الخديوية وسر تشريفاتي خديوي. وأسندت إليه عدة نظارات هي الأشغال والخارجية والحقانية والمالية والداخلية والحربية والبحرية.:125 | أول وزارة في عهد الخديوي عباس حلمي ودعاه الخديوي إلى الاستقالة بسبب لينه واستسلامه للتغلغل البريطاني في الشئون المصرية، فاعتذر مصطفى فهمي باشا متعللاً بضرورة استشارة اللورد كرومر قبل الإقدام على تلك الخطوة، فقام الخديوي بإقالته.:135 |
| 15                                          | نظارة حسين فخري باشا                                                                 | حسين فخري باشا السن عند تولي المنصب: 50 سنةً                                                                                        | الخديوي عباس حلمي الثاني (ابن الخديوي توفيق) فترة الحكم من: 8 يناير 1892 إلى: 19 ديسمبر 1914 انتهت تلك الفترة بخلعه. | من: 15 يناير 1893 حتى: 18 يناير 1893 مدة: 3 أيامٍ                                                         | بدأت: 6 انتهت: 6                                | ولد بالقاهرة سنة 1843 وهو ابن الفريق جعفر صادق باشا الشركسي. انتهز فرصة سفره إلى باريس لدراسة القانون وعاد منها سنة 1874 ليعمل بنظارة الحقانية وظل يترقى بالمناصب حتى عين ناظراً للحقانية.:133 | رفضت الحكومة البريطانية إجراءات إقالة نظارة مصطفى فهمي باشا وتكليف حسين فخري باشا بتشكيل نظارة جديدة وقدمت إنذاراً تحريرياً إلى الخديوي في 17 يناير 1893. وبعد مفاوضات مع اللورد كرومر تقرر ألا يعود مصطفى فهمي باشا إلى رئاسة النظارة وفي نفس الوقت يستقيل حسين فخري باشا من رئاسة النظارة على أن يقوم مصطفى رياض باشا بتشكيل النظارة الجديدة:134:138 |
| 16                                          | نظارة مصطفى رياض باشا الثالثة                                                        | مصطفى رياض باشا السن عند تولي المنصب: 59 سنةً                                                                                       | الخديوي عباس حلمي الثاني (ابن الخديوي توفيق) فترة الحكم من: 8 يناير 1892 إلى: 19 ديسمبر 1914 انتهت تلك الفترة بخلعه. | من: 19 يناير 1893 حتى: 15 أبريل 1894 مدة: 11 شهرًا و27 يومًا                                               | بدأت: 6 انتهت: 6                                | | :137:140 |
| 17                                          | نظارة نوبار باشا الثالثة                                                             | نوبار باشا السن عند تولي المنصب: 70 سنةً                                                                                            | الخديوي عباس حلمي الثاني (ابن الخديوي توفيق) فترة الحكم من: 8 يناير 1892 إلى: 19 ديسمبر 1914 انتهت تلك الفترة بخلعه. | من: 15 أبريل 1894 حتى: 12 نوفمبر 1895 مدة: سنةً واحدةً و9 أشهرٍ و28 يومًا                                    | بدأت: 6 انتهت: 6                                | | :141:143 |
| 18                                          | نظارة مصطفى فهمي باشا الثالثة                                                        | مصطفى فهمي باشا السن عند تولي المنصب: 55 سنةً                                                                                       | الخديوي عباس حلمي الثاني (ابن الخديوي توفيق) فترة الحكم من: 8 يناير 1892 إلى: 19 ديسمبر 1914 انتهت تلك الفترة بخلعه. | من: 12 نوفمبر 1895 حتى: 11 نوفمبر 1908 مدة: 12 سنةً و11 شهرًا و30 يومًا                                     | بدأت: 6 انتهت: 7                                | | :144:146 |
| 19                                          | نظارة بطرس غالي باشا                                                                 | بطرس غالي باشا السن عند تولي المنصب: 61 سنةً                                                                                        | الخديوي عباس حلمي الثاني (ابن الخديوي توفيق) فترة الحكم من: 8 يناير 1892 إلى: 19 ديسمبر 1914 انتهت تلك الفترة بخلعه. | من: 12 نوفمبر 1908 حتى: 21 فبراير 1910 مدة: سنةً واحدةً و3 أشهرٍ و9 أيامٍ                                    | بدأت: 6 انتهت: 6                                | ولد ببني سويف سنة 1847 وهو أكبر أبناء غالي بك نيروز الذي كان موظفاً في الدائرة السنية. بعد عودته من أوروبا عين كابتاً في مجلس التجارة ثم سكرتيراً له وتولى منصب رئيس كتاب المحاكم المختلطة سنة 1874. عهد إليه سنة 1882 بسكرتارية مجلس النظار ثم أصبح وكيلاً للحقانية وتولى نظارة المالية سنة 1893 ثم نظارة الخارجية سنة 1895.:150 | اغتيل بطرس غالي باشا علي يد إبراهيم ناصف الورداني في 21 فبراير 1910.:149:154 |
| 20                                          | نظارة محمد سعيد باشا الأولى                                                          | محمد سعيد باشا السن عند تولي المنصب: 47 سنةً                                                                                        | الخديوي عباس حلمي الثاني (ابن الخديوي توفيق) فترة الحكم من: 8 يناير 1892 إلى: 19 ديسمبر 1914 انتهت تلك الفترة بخلعه. | من: 23 فبراير 1910 حتى: 5 أبريل 1914 مدة: 4 سنواتٍ وشهرًا واحدًا و13 يومًا                                   | بدأت : 6 انتهت: 8                               | ولد بالإسكندرية سنة 1863 ونال شهادة القانون بتفوق فعين وكيلاً للنيابة في محكمة الاستئناف المختلطة سنة 1882 ثم نقل إلى نيابة المحاكم الأهلية إلى أن أسندت إليه رئاسة محكمة الإسكندرية الكلية وفي سنة 1895 عين مفتشاً في لجنة المراقبة القضائية ثم أصبح مستشاراً في محكمة الاستئناف سنة 1905 وعين ناظراً للداخلية سنة 1908.:156 | :155:177 |
| 21                                          | نظارة حسين رشدي باشا الأولى                                                          | حسين رشدي باشا السن عند تولي المنصب: 51 سنةً المدة المتواصلة في المنصب: 5 سنواتٍ و17 يومًا                                            | الخديوي عباس حلمي الثاني (ابن الخديوي توفيق) فترة الحكم من: 8 يناير 1892 إلى: 19 ديسمبر 1914 انتهت تلك الفترة بخلعه. | من: 5 أبريل 1914 حتى: 19 ديسمبر 1914 مدة: 8 أشهرٍ و14 يومًا                                                | بدأت : 8 انتهت: 8                               | هو ابن محمود حمدي باشا طبوزاده محافظ القاهرة ووكيل الداخلية. ولد سنة 1863 وأتم تعليمه في السربون وحصل منها على شهادة الحقوق ثم عاد إلى القاهرة وعمل بالمحاماة. عمل مفتشاً للغات الأجنبية في نظارة المعارف ثم قاضياً في المحاكم المختلطة. أسندت إليه نظارة الحقانية ثم نظارة الخارجية.:180 | آخر حكومة مصرية مشكلة في ظل التبعية الاسمية للدولة للعثمانية، وكذلك الأخيرة التي تحمل اسم نظارة، حيث اندلعت في عهدها الحرب العالمية الأولى ليظهر الصدام بين الدولة العثمانية التي كان حكم مصر لا يزال تحت ظلها قانونياً وبريطانيا العظمي التي كانت تحكم مصر فعلياً، ومع مساندة الخديوي عباس حلمي الثاني "الممثل للسلطة الشرعية" للدولة العثمانية في حربها ضد بريطانيا العظمى، قامت السلطات البريطانية في 19 ديسمبر 1914 بخلعه وتعيين الأمير حسين كامل باشا مع لقب سلطان مصر خلفاً له، وأُعلنت الحماية البريطانية على مصر في ذات التاريخ.:178:191 |
| • السلطنة المصرية (1914 – 1922) •           |                                                                                      | | | |                                                 | | |
| 22                                          | وزارة حسين رشدي باشا الثانية                                                         | حسين رشدي باشا | السلطان حسين كامل (إبن الخديوي إسماعيل) فترة الحكم من: 19 ديسمبر 1914 إلى: 9 أكتوبر 1917 انتهت تلك الفترة بوفاته. | من: 19 ديسمبر 1914 حتى: 9 أكتوبر 1917 مدة: سنتان و9 أشهرٍ و20 يومًا                                        | بدأت : 7 انتهت: 7                               | | أول وزارة في عهد السلطنة المصرية. وانتهى عهدها بوفاة السلطان حسين كامل.:192:194 |
|                                             |                                                                                      | حسين رشدي باشا | | |                                                 | | |
| 23                                          | وزارة حسين رشدي باشا الثالثة                                                         | حسين رشدي باشا | السلطان أحمد فؤاد الأول (ابن الخديوي إسماعيل) فترة الحكم من: 9 أكتوبر 1917 إلى: 28 فبراير 1922 انتهت تلك الفترة بتحول نظام الحكم إلى النظام الملكي.                                                                                  | من: 10 أكتوبر 1917 حتى: 9 أبريل 1919 مدة: سنةً واحدةً و5 أشهرٍ و30 يومًا                                     | بدأت : 7 انتهت: 7                               | أول وزارة في عهد السلطان أحمد فؤاد الأول. استقالت الوزارة نتيجة تصاعد حدة الاحتجاجات الشعبية بقيادة حزب الوفد الذي كان يرأسه سعد زغلول باشا وذلك ضمن أحداث ثورة 1919 التي أشعلتها سياسات الاحتلال البريطاني وتغلغله في شؤون الدولة.:194:209 | |
| 24                                          | وزارة حسين رشدي باشا الرابعة                                                         | حسين رشدي باشا | السلطان أحمد فؤاد الأول (ابن الخديوي إسماعيل) فترة الحكم من: 9 أكتوبر 1917 إلى: 28 فبراير 1922 انتهت تلك الفترة بتحول نظام الحكم إلى النظام الملكي.                                                                                  | من: 9 أبريل 1919 حتى: 22 أبريل 1919 مدة: 13 يومًا                                                         | بدأت : 7 انتهت: 7                               | بقيت بعدها البلاد بدون وزارة لمدة شهر تقريباً.:209:211 | |
| 25                                          | وزارة محمد سعيد باشا الثانية                                                         | محمد سعيد باشا السن عند تولي المنصب: 56 سنةً                                                                                        | السلطان أحمد فؤاد الأول (ابن الخديوي إسماعيل) فترة الحكم من: 9 أكتوبر 1917 إلى: 28 فبراير 1922 انتهت تلك الفترة بتحول نظام الحكم إلى النظام الملكي.                                                                                  | من: 20 مايو 1919 حتى: 20 نوفمبر 1919 مدة: 6 أشهرٍ                                                         | بدأت : 7 انتهت: 8                               | | :211:215 |
| 26                                          | وزارة يوسف وهبة باشا                                                                 | يوسف وهبة باشا السن عند تولي المنصب: 67 سنةً                                                                                        | السلطان أحمد فؤاد الأول (ابن الخديوي إسماعيل) فترة الحكم من: 9 أكتوبر 1917 إلى: 28 فبراير 1922 انتهت تلك الفترة بتحول نظام الحكم إلى النظام الملكي.                                                                                  | من: 20 نوفمبر 1919 حتى: 21 مايو 1920 مدة: 6 أشهرٍ ويومًا واحدًا                                             | بدأت : 8 انتهت: 7                               | ولد سنة 1852 بالقاهرة وتعلم بمدرسة البطريركية القبطية وأتقن خلال دراسته اللغات والعلوم الرياضية. عمل بنظارة المالية ثم الحقانية وفي سنة 1883 عين كاتب سر لجنة التحقيق مع العرابيين. ترقى في المناصب حتى عين مستشاراً في محكمة الإستئناف المختلطة بالإسكندرية وفي سنة 1914 عين وزيراً للمالية وكان أول وزير مصري يوقع الأوراق المالية المصرية.:215 | :216:218 |
| 27                                          | وزارة محمد توفيق نسيم باشا الأولى                                                    | محمد توفيق نسيم باشا السن عند تولي المنصب: 49 سنةً                                                                                  | السلطان أحمد فؤاد الأول (ابن الخديوي إسماعيل) فترة الحكم من: 9 أكتوبر 1917 إلى: 28 فبراير 1922 انتهت تلك الفترة بتحول نظام الحكم إلى النظام الملكي.                                                                                  | من: 21 مايو 1920 حتى: 16 مارس 1921 مدة: 9 أشهرٍ و23 يومًا                                                  | بدأت : 8 انتهت: 8                               | ينحدر من أصول تركية حيث كان موطن أسرته بالأناضول. ولد في 30 يونيو 1871 بالقاهرة. التحق بمدرسة الفرير، ونال منها الابتدائية والثانوية وتخرج في مدرسة الحقوق الخديوية سنة 1894. عين في النيابة وشغل عدة مناصب حتى عين وزيراً للأوقاف وتولى بعدها وزارة الداخلية.:219 | :218:224 |
| 28                                          | وزارة عدلي يكن باشا الأولى                                                           | عدلي يكن باشا السن عند تولي المنصب: 57 سنةً                                                                                         | السلطان أحمد فؤاد الأول (ابن الخديوي إسماعيل) فترة الحكم من: 9 أكتوبر 1917 إلى: 28 فبراير 1922 انتهت تلك الفترة بتحول نظام الحكم إلى النظام الملكي.                                                                                  | من: 16 مارس 1921 حتى: 24 ديسمبر 1921 مدة: 9 أشهرٍ و8 أيامٍ                                                 | بدأت : 10 انتهت: 11                             | ولد سنة 1864. درس مبادئ العلوم في الأستانة ثم عاد إلى مصر وتلقى تعليمه في مدارس الإرساليات. عين سنة 1880 بقلم الترجمة بوزارة الداخلية ثم قلم المطبوعات ثم أصبح سكرتيراً لنوبار باشا حينما كان وزيراً للخارجية. بدأ يترقى في المناصب منذ سنة 1891 فعين وكيلاً لمديريات المنوفية ثم المنيا ثم محافظة القنال ومديراً للفيوم فالمنيا فالشرقية فالدقهلية فالغربية ثم محافظاً للقاهرة فمديراً لعموم الأوقاف . وفي سنة 1914 أسندت إليه وزارة الخارجية ثم المعارف فالداخلية.:225 | آخر وزارة في عهد السلطنة المصرية. بقيت البلاد بعدها بدون وزارة لأكثر من شهرين.:224:241 |
| • المملكة المصرية (1922 - 1953) •           |                                                                                      | | | |                                                 | | |
| 29                                          | وزارة عبد الخالق ثروت باشا الأولى                                                    | عبد الخالق ثروت باشا السن عند تولي المنصب: 49 سنةً                                                                                  | الملك أحمد فؤاد الأول (ابن الخديوي إسماعيل) فترة الحكم من: 28 فبراير 1922 إلى: 28 أبريل 1936 انتهت تلك الفترة بوفاته. | من: 1 مارس 1922 حتى: 29 نوفمبر 1922 مدة: 8 أشهرٍ و28 يومًا                                                 | بدأت : 9 انتهت: 9                               | ولد سنة 1873 وهو ابن إسماعيل باشا عبد الخالق. تخرج في مدرسة الحقوق في سن مبكرة بسبب تفوقه الدراسي واشتغل بالقضاء حتى عين مديراً لأسيوط ثم نائباً عمومياً. عين وزيراً للحقانية ثم وزيراً للداخلية.:242 | أول وزارة مشكلة بعد تصريح 28 فبراير 1922 الذي أنهى الحماية البريطانية على مصر وأعلن مصر دولة مستقلة ذات سيادة. وكذلك الأولى في عهد المملكة المصرية.:241:249 |
| 30                                          | وزارة محمد توفيق نسيم باشا الثانية                                                   | محمد توفيق نسيم باشا السن عند تولي المنصب: 51 سنةً                                                                                  | الملك أحمد فؤاد الأول (ابن الخديوي إسماعيل) فترة الحكم من: 28 فبراير 1922 إلى: 28 أبريل 1936 انتهت تلك الفترة بوفاته. | من: 30 نوفمبر 1922 حتى: 9 فبراير 1923 مدة: شهران و10 أيامٍ                                                | بدأت : 10 انتهت: 10                             | | شكلت معظمها من الموظفين. وبقيت بعدها البلاد لأكثر من شهر بدون وزارة.:250:253 |
| 31                                          | وزارة يحيى إبراهيم باشا                                                              | يحيي إبراهيم باشا السن عند تولي المنصب: 62 سنةً                                                                                     | الملك أحمد فؤاد الأول (ابن الخديوي إسماعيل) فترة الحكم من: 28 فبراير 1922 إلى: 28 أبريل 1936 انتهت تلك الفترة بوفاته. | من: 15 مارس 1923 حتى: 27 يناير 1924 مدة: 10 أشهرٍ و12 يومًا                                                | بدأت : 10 انتهت: 10                             | ولد سنة 1861 ببني سويف. تخرج في مدرسة الحقوق وتدرج في الوظائف القضائية حتى صار قاضياً ثم رئيساً لمحكمة بني سويف ومستشاراً بمحكمة الإستئناف فرئيساً لها سنة 1907 ثم أسندت إليه وزارة المعارف.:255 | في عهدها أصدر دستور 1923 في 19 أبريل 1923.:253:264 |
| 32                                          | وزارة سعد زغلول باشا                                                                 | سعد زغلول باشا السن عند تولي المنصب: 65 سنةً                                                                                        | الملك أحمد فؤاد الأول (ابن الخديوي إسماعيل) فترة الحكم من: 28 فبراير 1922 إلى: 28 أبريل 1936 انتهت تلك الفترة بوفاته. | من: 28 يناير 1924 حتى: 24 نوفمبر 1924 مدة: 9 أشهرٍ و27 يومًا                                               | بدأت : 10 انتهت: 12                             | ولد سنة 1859 في ابيانة بمركز فوه بالغربية "وقتها" من أسرة مصرية وكان أبوه شيخاً للبلد ومن الأعيان. بدأ تعليمه في كتاب القرية ثم الجامع الأزهر ثم نال ليسانس الحقوق. عين سنة 1880 محرراً بجريدة الوقائع المصرية ثم معاوناً بوزارة الداخلية ثم بقلم قضايا الجيزة. اشترك في الثورة العرابية سنة 1882 وسجن لبضعة أشهر عقب الإحتلال. مارس المحاماة منذ سنة 1884 وتزوج وهو قاض من السيدة صفية ابنة مصطفى فهمي باشا رئيس الوزراء. عين سنة 1893 مستشاراً بمحكمة الإستئناف العليا ثم ناظراً للمعارف فالحقانية. انتخب سنة 1913 نائباً بالجمعية التشريعية ثم أصبح وكيلها المنتخب. قاد ثورة 1919 وحاز لقب زعيم الأمة وشغل منصب رئيس الوزراء ثم رئيس مجلس النواب.:264 | في 12 يناير 1924 أجريت أول انتخابات برلمانية حقيقية في مصر انتهت باكتساح وفدي ترتب عليه استقالة وزارة يحيى إبراهيم بعد سقوط رئيسها في الإنتخابات وتشكيل الوفد أول وزارة دستورية برئاسة سعد زغلول.:261:280 |
| 33                                          | وزارة أحمد زيور باشا الأولى                                                          | أحمد زيور باشا السن عند تولي المنصب: 60 سنةً المدة المتواصلة في المنصب: سنةً واحدةً و6 أشهرٍ و14 يومًا                                  | الملك أحمد فؤاد الأول (ابن الخديوي إسماعيل) فترة الحكم من: 28 فبراير 1922 إلى: 28 أبريل 1936 انتهت تلك الفترة بوفاته. | من: 24 نوفمبر 1924 حتى: 13 مارس 1925 مدة: 3 أشهرٍ و17 يومًا                                                | بدأت : 8 انتهت: 10                              | ينحدر من أصول شركسية. ولد بالإسكندرية سنة 1864 وتلقى تعليمه بالمدرسة الفرنسية في نفس المدينة ثم التحق بلكية الجزويت ببيروت وتخرج في كلية الحقوق باكس بفرنسا. تدرج في مناصب القضاء حتى عين مستشاراً بمحكمة الإستئناف ثم محافظاً للإسكندرية. عندما تحول ديوان الأوقاف إلى نظارة كان أول نظارها وتولى بعد ذلك عدداً من المناصب النظارية.:281 | اعتمدت الوزارة على هيئة سياسية شكلها القصر وهي حزب الاتحاد.:280:280:285 |
| 34                                          | وزارة أحمد زيور باشا الثانية                                                         | أحمد زيور باشا السن عند تولي المنصب: 60 سنةً المدة المتواصلة في المنصب: سنةً واحدةً و6 أشهرٍ و14 يومًا                                  | الملك أحمد فؤاد الأول (ابن الخديوي إسماعيل) فترة الحكم من: 28 فبراير 1922 إلى: 28 أبريل 1936 انتهت تلك الفترة بوفاته. | من: 13 مارس 1925 حتى: 7 يونيو 1926 مدة: سنةً واحدةً وشهران و25 يومًا                                        | بدأت : 10 انتهت: 10                             | ينحدر من أصول شركسية. ولد بالإسكندرية سنة 1864 وتلقى تعليمه بالمدرسة الفرنسية في نفس المدينة ثم التحق بلكية الجزويت ببيروت وتخرج في كلية الحقوق باكس بفرنسا. تدرج في مناصب القضاء حتى عين مستشاراً بمحكمة الإستئناف ثم محافظاً للإسكندرية. عندما تحول ديوان الأوقاف إلى نظارة كان أول نظارها وتولى بعد ذلك عدداً من المناصب النظارية.:281 | اعتمدت الوزارة على هيئة سياسية شكلها القصر وهي حزب الاتحاد.:280:285:296 |
| 35                                          | وزارة عدلي يكن باشا الثانية                                                          | عدلي يكن باشا السن عند تولي المنصب: 62 سنةً                                                                                         | الملك أحمد فؤاد الأول (ابن الخديوي إسماعيل) فترة الحكم من: 28 فبراير 1922 إلى: 28 أبريل 1936 انتهت تلك الفترة بوفاته. | من: 7 يونيو 1926 حتى: 21 أبريل 1927 مدة: 10 أشهرٍ و14 يومًا                                                | بدأت : 10 انتهت: 10                             | | أولى وزارات الإئتلاف الوفدية.:296:305 |
| 36                                          | وزارة عبد الخالق ثروت باشا الثانية                                                   | عبد الخالق ثروت باشا السن عند تولي المنصب: 54 سنةً                                                                                  | الملك أحمد فؤاد الأول (ابن الخديوي إسماعيل) فترة الحكم من: 28 فبراير 1922 إلى: 28 أبريل 1936 انتهت تلك الفترة بوفاته. | من: 25 أبريل 1927 حتى: 16 مارس 1928 مدة: 10 أشهرٍ و20 يومًا                                                | بدأت : 10 انتهت: 10                             | | وزارة ائتلاف وفدية.:296:305:312 |
| 37                                          | وزارة مصطفى النحاس باشا الأولى                                                       | مصطفى النحاس باشا السن عند تولي المنصب: 52 سنةً                                                                                     | الملك أحمد فؤاد الأول (ابن الخديوي إسماعيل) فترة الحكم من: 28 فبراير 1922 إلى: 28 أبريل 1936 انتهت تلك الفترة بوفاته. | من: 16 مارس 1928 حتى: 25 يونيو 1928 مدة: 3 أشهرٍ و9 أيامٍ                                                  | بدأت : 10 انتهت: 10                             | ولد سنة 1876 وتعلم بالمدرسة الناصرية ثم الخديوية الثانوية وتخرج في مدرسة الحقوق. عين قاضياً بالمحاكم الأهلية. واشترك في الحركة الوطنية سنة 1919 ونفي مع سعد زغلول إلى سيشل سنة 1921. عين وزيراً للمواصلات سنة 1924 وخلف سعد زغلول بعد وفاته سنة 1927 في رئاسة الوفد ورئاسة البرلمان الإئتلافي. | وزارة ائتلاف وفدية.:296:312:317 |
| 38                                          | وزارة محمد محمود باشا الأولى                                                         | محمد محمود باشا السن عند تولي المنصب: 51 سنةً                                                                                       | الملك أحمد فؤاد الأول (ابن الخديوي إسماعيل) فترة الحكم من: 28 فبراير 1922 إلى: 28 أبريل 1936 انتهت تلك الفترة بوفاته. | من: 25 يونيو 1928 حتى: 2 أكتوبر 1929 مدة: سنةً واحدةً و3 أشهرٍ و7 أيامٍ                                      | بدأت : 9 انتهت: 9                               | ولد سنة 1877 بساحل سليم بأسيوط وهو ابن محمود باشا سليمان من أعيان المنطقة. تعلم بأسيوط ثم استكمل دراسته في أكسفورد بانجلترا وبعد عودته عين مفتشاً بالمالية فمديراً للفيوم ثم البحيرة. اشترك في تأليف الوفد المصري واعتقل مع سعد زغلول في مالطة سنة 1919 وسافر إلى الولايات المتحدة للدعاية للقضية المصرية. شارك مع بعض زملاؤه في تكوين حزب الأحرار الدستوريين سنة 1922 واختير وكيلاً له. أسندت إليه وزارة المواصلات سنة 1926 ثم المالية. تولى رئاسة الوزراء وهو نائباً لحزبه وتولى رئاسته بعد فترة وجيزه بعد استقالة عبد العزيز فهمي. | شارك بها ممثلين بارزين عن حزب الأحرار الدستوريين وممثلين عن حزب الاتحاد ومستقلين.:321:334 |
| 39                                          | وزارة عدلي يكن باشا الثالثة                                                          | عدلي يكن باشا السن عند تولي المنصب: 65 سنةً                                                                                         | الملك أحمد فؤاد الأول (ابن الخديوي إسماعيل) فترة الحكم من: 28 فبراير 1922 إلى: 28 أبريل 1936 انتهت تلك الفترة بوفاته. | من: 3 أكتوبر 1929 حتى: 1 يناير 1930 مدة: شهران و29 يومًا                                                  | بدأت : 10 انتهت: 10                             | | أطلق عليها المسئولون البريطانيون بالقاهرة وزارة انتقالية "تميهداً لعودة الوفد إلى السلطة" فتشكلت من رئيس يحظى باحترام واسع من كافة الأطراف وأعضاء محايدون ليس لهم انتماءات حزبية.:337:340 |
| 40                                          | وزارة مصطفى النحاس باشا الثانية                                                      | مصطفى النحاس باشا السن عند تولي المنصب: 54 سنةً                                                                                     | الملك أحمد فؤاد الأول (ابن الخديوي إسماعيل) فترة الحكم من: 28 فبراير 1922 إلى: 28 أبريل 1936 انتهت تلك الفترة بوفاته. | من: 1 يناير 1930 حتى: 19 يونيو 1930 مدة: 5 أشهرٍ و18 يومًا                                                 | بدأت : 10 انتهت: 10                             | | :340:354 |
| 41                                          | وزارة إسماعيل صدقي باشا الأولى                                                       | إسماعيل صدقي باشا السن عند تولي المنصب: 55 سنةً المدة المتواصلة في المنصب: 3 سنواتٍ و3 أشهرٍ و8 أيامٍ                                  | الملك أحمد فؤاد الأول (ابن الخديوي إسماعيل) فترة الحكم من: 28 فبراير 1922 إلى: 28 أبريل 1936 انتهت تلك الفترة بوفاته. | من: 19 يونيو 1930 حتى: 4 يناير 1933 مدة: سنتان و6 أشهرٍ و16 يومًا                                          | بدأت : 8 انتهت: 9                               | ولد سنة 1875 وهو ابن أحمد شكري باشا من كبار رجال الدولة في عهد إسماعيل وتوفيق. تعلم بمدرسة الفرير ثم التحق بمدرسة الحقوق الفرنسية حتى تخرج فيها. عين كاتباً للنيابة ثم مساعداً في إيتاي البارود والمحلة وطنطا ثم رئيساً للنيابة بالإسكندرية. عمل بمجلس بلدي الإسكندرية حتى أصبح سكرتيراً للبلدية وتولى منصب سكرتير عام وزارة الداخلية سنة 1908 ثم أصبح وكيلاً للوزارة سنة 1910 وأسندت إليه نظارة الزراعة سنة 1914.:353 | حرصت الوزارة على عدم إضفاء الصيغة الحزبية على نفسها وفي عهدها ألغي دستور 1923 وأصدر دستور 1930.:354:360 |
| 42                                          | وزارة إسماعيل صدقي باشا الثانية                                                      | إسماعيل صدقي باشا السن عند تولي المنصب: 55 سنةً المدة المتواصلة في المنصب: 3 سنواتٍ و3 أشهرٍ و8 أيامٍ                                  | الملك أحمد فؤاد الأول (ابن الخديوي إسماعيل) فترة الحكم من: 28 فبراير 1922 إلى: 28 أبريل 1936 انتهت تلك الفترة بوفاته. | من: 4 يناير 1933 حتى: 27 سبتمبر 1933 مدة: 8 أشهرٍ و23 يومًا                                                | بدأت : 9 انتهت: 10                              | ولد سنة 1875 وهو ابن أحمد شكري باشا من كبار رجال الدولة في عهد إسماعيل وتوفيق. تعلم بمدرسة الفرير ثم التحق بمدرسة الحقوق الفرنسية حتى تخرج فيها. عين كاتباً للنيابة ثم مساعداً في إيتاي البارود والمحلة وطنطا ثم رئيساً للنيابة بالإسكندرية. عمل بمجلس بلدي الإسكندرية حتى أصبح سكرتيراً للبلدية وتولى منصب سكرتير عام وزارة الداخلية سنة 1908 ثم أصبح وكيلاً للوزارة سنة 1910 وأسندت إليه نظارة الزراعة سنة 1914.:353 | :360:364 |
| 43                                          | وزارة عبد الفتاح يحيي باشا                                                           | عبد الفتاح يحيي باشا السن عند تولي المنصب: 57 سنةً                                                                                  | الملك أحمد فؤاد الأول (ابن الخديوي إسماعيل) فترة الحكم من: 28 فبراير 1922 إلى: 28 أبريل 1936 انتهت تلك الفترة بوفاته. | من: 27 سبتمبر 1933 حتى: 14 نوفمبر 1934 مدة: سنةً واحدةً وشهرًا واحدًا و18 يومًا                               | بدأت : 10 انتهت: 10                             | ولد في 1876 بالإسكندرية وهو ابن أحمد باشا يحيى من أعيان المدينة ومن أنصار الوفد المصري. درس الحقوق وتقلب بين وظائف القانون حتى انصرف إلى السياسة. انضم إلى حزب الشعب منذ انشائه سنة 1930 وانتخب وكيلاً له وعين وزيراً في عهد إسماعيل صدقي باشا.:364 | :365:374 |
| 44                                          | وزارة محمد توفيق نسيم باشا الثالثة                                                   | محمد توفيق نسيم باشا السن عند تولي المنصب: 63 سنةً                                                                                  | الملك أحمد فؤاد الأول (ابن الخديوي إسماعيل) فترة الحكم من: 28 فبراير 1922 إلى: 28 أبريل 1936 انتهت تلك الفترة بوفاته. | من: 14 نوفمبر 1934 حتى: 30 يناير 1936 مدة: سنةً واحدةً وشهران و16 يومًا                                     | بدأت : 8 انتهت: 9                               | | شكلت الوزارة من مجموعة من الموظفين والمستقلين تجنباً للصراعات الحزبية وكان معها نهاية عهد دستور 1930، حيث أهملت تلك الوزارة يمين الولاء لدستور 1930 بعد مفاوضات مع الملك. وخلال عهدها ألغي دستور 1930 وأعيد العمل بدستور 1923.:374:379 |
| 45                                          | وزارة علي ماهر باشا الأولى                                                           | علي ماهر باشا السن عند تولي المنصب: 54 سنةً                                                                                         | الملك أحمد فؤاد الأول (ابن الخديوي إسماعيل) فترة الحكم من: 28 فبراير 1922 إلى: 28 أبريل 1936 انتهت تلك الفترة بوفاته. | من: 30 يناير 1936 حتى: 9 مايو 1936 مدة: 3 أشهرٍ و9 أيامٍ                                                   | بدأت : 8 انتهت: 9                               | ولد سنة 1882 وهو ابن محمد ماهر باشا وكيل وزارة الحربية ومحافظ اقاهرة. تلقى تعليمه بالمدرسة الخديوية وتخرج في مدرسة الحقوق سنة 1905 فاشتغل بالمحاماة ثم عين قاضياً بمحكمة مصر. انضم لثورة 1919 وعين سنة 1923 ناظراً لمدرسة الحقوق فوكيلاً لوزارات المعارف ثم المالية فالحقانية ثم عين رئيساً للديوان الملكي.:380 | تشكلت كوزارة محايدة بعد رفض الوفد تشكيل وزارة ائتلافية وفي عهدها توفي الملك فؤاد الأول في 28 أبريل 1936، وتمكن الوفد من إبطال وصية الملك، واختار البرلمان الأمير محمد علي توفيق، وعزيز عزت باشا، وشريف صبري باشا كأوصياء على العرش لحين بلوغ الملك فاروق سن الرشد.:379:384 |
|                                             |                                                                                      | | | |                                                 | | |
| 46                                          | وزارة مصطفى النحاس باشا الثالثة                                                      | مصطفى النحاس باشا السن عند تولي المنصب: 60 سنةً المدة المتواصلة في المنصب: سنةً واحدةً و7 أشهرٍ و21 يومًا                               | الملك فاروق الأول (ابن الملك أحمد فؤاد الأول) فترة الحكم من: 28 أبريل 1936 (في ظل مجلس الوصاية على العرش) تولى سلطاته الدستورية في 29 يوليو 1937 إلى: 26 يوليو 1952 انتهت تلك الفترة بتنازله عن العرش لابنه الأمير أحمد فؤاد الثاني. | من: 9 مايو 1936 حتى: 1 أغسطس 1937 مدة: سنةً واحدةً وشهران و23 يومًا                                         | بدأت : 11 انتهت: 11                             | | تشكلت في ظل مجلس الوصاية على العرش المكون من (الأمير محمد علي توفيق، عزيز عزت باشا، شريف صبري باشا). في عهدها وقعت معاهدة 1936 في 26 أغسطس 1936. في 29 يوليو 1937 تولى الملك فاروق الأول سلطاته الدستورية.:383:392 |
| 47                                          | وزارة مصطفى النحاس باشا الرابعة                                                      | مصطفى النحاس باشا السن عند تولي المنصب: 60 سنةً المدة المتواصلة في المنصب: سنةً واحدةً و7 أشهرٍ و21 يومًا                               | الملك فاروق الأول (ابن الملك أحمد فؤاد الأول) فترة الحكم من: 28 أبريل 1936 (في ظل مجلس الوصاية على العرش) تولى سلطاته الدستورية في 29 يوليو 1937 إلى: 26 يوليو 1952 انتهت تلك الفترة بتنازله عن العرش لابنه الأمير أحمد فؤاد الثاني. | من: 1 أغسطس 1937 حتى: 30 ديسمبر 1937 مدة: 4 أشهرٍ و29 يومًا                                                | بدأت : 11 انتهت: 12                             | :392:403 | |
| 48                                          | وزارة محمد محمود باشا الثانية                                                        | محمد محمود باشا السن عند تولي المنصب: 60 سنةً المدة المتواصلة في المنصب: سنةً واحدةً و7 أشهرٍ و19 يومًا                                 | الملك فاروق الأول (ابن الملك أحمد فؤاد الأول) فترة الحكم من: 28 أبريل 1936 (في ظل مجلس الوصاية على العرش) تولى سلطاته الدستورية في 29 يوليو 1937 إلى: 26 يوليو 1952 انتهت تلك الفترة بتنازله عن العرش لابنه الأمير أحمد فؤاد الثاني. | من: 30 ديسمبر 1937 حتى: 27 أبريل 1938 مدة: 3 أشهرٍ و28 يومًا                                               | بدأت : 16 انتهت: 15                             | | تشكلت مُتضمنة كافة الاتجاهات اللاوفدية ومثلت تلك الاتجاهات من مستوى القمة في محمد محمود (زعيم حزب الأحرار الدستوريين) وإسماعيل صدقي (زعيم حزب الشعب) وحافظ رمضان (زعيم الحزب الوطني). إلى جانب أنها جمعت ثلاثة رؤساء وزراء سابقين ومُثل فيها الرعيل الأول من الوفد الذين يرتبط أسمائهم بثورة 1919 أمثال عبد العزيز فهمي وأحمد لطفي السيد.:407:410 |
| 49                                          | وزارة محمد محمود باشا الثالثة                                                        | محمد محمود باشا السن عند تولي المنصب: 60 سنةً المدة المتواصلة في المنصب: سنةً واحدةً و7 أشهرٍ و19 يومًا                                 | الملك فاروق الأول (ابن الملك أحمد فؤاد الأول) فترة الحكم من: 28 أبريل 1936 (في ظل مجلس الوصاية على العرش) تولى سلطاته الدستورية في 29 يوليو 1937 إلى: 26 يوليو 1952 انتهت تلك الفترة بتنازله عن العرش لابنه الأمير أحمد فؤاد الثاني. | من: 27 أبريل 1938 حتى: 24 يونيو 1938 مدة: شهرًا واحدًا و28 يومًا                                            | بدأت : 13 انتهت: 12                             | تشكلت عبر التحالف الذي أقامه حزب الأحرار الدستوريين مع الأحزاب الصغيرة (حزب الشعب وحزب الإتحاد) وبمساندة المستقلين.:410:414 | |
| 50                                          | وزارة محمد محمود باشا الرابعة                                                        | محمد محمود باشا السن عند تولي المنصب: 60 سنةً المدة المتواصلة في المنصب: سنةً واحدةً و7 أشهرٍ و19 يومًا                                 | الملك فاروق الأول (ابن الملك أحمد فؤاد الأول) فترة الحكم من: 28 أبريل 1936 (في ظل مجلس الوصاية على العرش) تولى سلطاته الدستورية في 29 يوليو 1937 إلى: 26 يوليو 1952 انتهت تلك الفترة بتنازله عن العرش لابنه الأمير أحمد فؤاد الثاني. | من: 24 يونيو 1938 حتى: 18 أغسطس 1939 مدة: سنةً واحدةً وشهرًا واحدًا و25 يومًا                                 | بدأت : 12 انتهت: 11                             | تشكلت أساساً من أعضاء حزب الأحرار الدستوريين والحزب السعدي وتخلصت من ممثلي الأحزاب الصغيرة (حزب الاتحاد وحزب الشعب).:414:418 | |
| 51                                          | وزارة علي ماهر باشا الثانية                                                          | علي ماهر باشا السن عند تولي المنصب: 57 سنةً                                                                                         | الملك فاروق الأول (ابن الملك أحمد فؤاد الأول) فترة الحكم من: 28 أبريل 1936 (في ظل مجلس الوصاية على العرش) تولى سلطاته الدستورية في 29 يوليو 1937 إلى: 26 يوليو 1952 انتهت تلك الفترة بتنازله عن العرش لابنه الأمير أحمد فؤاد الثاني. | من: 18 أغسطس 1939 حتى: 27 يونيو 1940 مدة: 10 أشهرٍ و9 أيامٍ                                                | بدأت : 14 انتهت: 14                             | | تشكلت أساساً من المستقلين والحزب السعدي.:418:421 |
| 52                                          | وزارة حسن صبري باشا                                                                  | حسن صبري باشا السن عند تولي المنصب: 55 سنةً                                                                                         | الملك فاروق الأول (ابن الملك أحمد فؤاد الأول) فترة الحكم من: 28 أبريل 1936 (في ظل مجلس الوصاية على العرش) تولى سلطاته الدستورية في 29 يوليو 1937 إلى: 26 يوليو 1952 انتهت تلك الفترة بتنازله عن العرش لابنه الأمير أحمد فؤاد الثاني. | من: 27 يونيو 1940 حتى: 14 نوفمبر 1940 مدة: 4 أشهرٍ و18 يومًا                                               | بدأت : 16 انتهت: 12                             | ولد سنة 1885 وتعلم في مدرسة المعلمين العليا، ومدرسة الحقوق الخديوية، وعين مدرساً فناظراً لمدرسة محمد علي بالقاهرة. اشتغل بالمحاماة ثم تدرج في المنصب القضائية حتى عين وزيراً مفوضاً في لندن عام 1935.:422 | تشكلت من مستقلين وممثلين لحزب الأحرار الدستوريين وممثلين للحزب السعدي وممثل لحزب الاتحاد وممثل للحزب الوطني. توفى حسن صبري باشا وهو في منصبه أثناء إلقائه خطاب العرش أمام البرلمان في 14 نوفمبر 1940.:421:425 |
| 53                                          | وزارة حسين سري باشا الأولى                                                           | حسين سري باشا السن عند تولي المنصب: 48 سنةً المدة المتواصلة في المنصب: سنةً واحدةً وشهران و20 يومًا                                    | الملك فاروق الأول (ابن الملك أحمد فؤاد الأول) فترة الحكم من: 28 أبريل 1936 (في ظل مجلس الوصاية على العرش) تولى سلطاته الدستورية في 29 يوليو 1937 إلى: 26 يوليو 1952 انتهت تلك الفترة بتنازله عن العرش لابنه الأمير أحمد فؤاد الثاني. | من: 15 نوفمبر 1940 حتى: 31 يوليو 1941 مدة: 8 أشهرٍ و16 يومًا                                               | بدأت : 12 انتهت: 14                             | ولد سنة 1892 وهو ابن إسماعيل سري باشا ناظر الأشغال التحق بالمدرسة السعيدية وتخرج منها سنة 1910 ونال دبلوم الهندسة من لندن سنة 1915 وتخصص في شئون الري. عين مساعداً لمدير أعمال شئون الري بوزارة الأشغال وتدرج في مناصبها حتى أصبح وكيلاً لها. عين وزيراً للأشغال ثم الدفاع فالمالية فالأشغال فالمواصلات.:426 | :425:428 |
| 54                                          | وزارة حسين سري باشا الثانية                                                          | حسين سري باشا السن عند تولي المنصب: 48 سنةً المدة المتواصلة في المنصب: سنةً واحدةً وشهران و20 يومًا                                    | الملك فاروق الأول (ابن الملك أحمد فؤاد الأول) فترة الحكم من: 28 أبريل 1936 (في ظل مجلس الوصاية على العرش) تولى سلطاته الدستورية في 29 يوليو 1937 إلى: 26 يوليو 1952 انتهت تلك الفترة بتنازله عن العرش لابنه الأمير أحمد فؤاد الثاني. | من: 31 يوليو 1941 حتى: 4 فبراير 1942 مدة: 6 أشهرٍ و4 أيامٍ                                                 | بدأت : 15 انتهت: 14                             | ولد سنة 1892 وهو ابن إسماعيل سري باشا ناظر الأشغال التحق بالمدرسة السعيدية وتخرج منها سنة 1910 ونال دبلوم الهندسة من لندن سنة 1915 وتخصص في شئون الري. عين مساعداً لمدير أعمال شئون الري بوزارة الأشغال وتدرج في مناصبها حتى أصبح وكيلاً لها. عين وزيراً للأشغال ثم الدفاع فالمالية فالأشغال فالمواصلات.:426 | تشكلت من المستقلين وحزب الأحرار الدستوريين والحزب السعدي.:429:438 |
| 55                                          | وزارة مصطفى النحاس باشا الخامسة                                                      | مصطفى النحاس باشا السن عند تولي المنصب: 66 سنةً المدة المتواصلة في المنصب: سنتان و8 أشهرٍ و4 أيامٍ                                    | الملك فاروق الأول (ابن الملك أحمد فؤاد الأول) فترة الحكم من: 28 أبريل 1936 (في ظل مجلس الوصاية على العرش) تولى سلطاته الدستورية في 29 يوليو 1937 إلى: 26 يوليو 1952 انتهت تلك الفترة بتنازله عن العرش لابنه الأمير أحمد فؤاد الثاني. | من: 4 فبراير 1942 حتى: 26 مايو 1942 مدة: 3 أشهرٍ و22 يومًا                                                 | بدأت : 11 انتهت: 14                             | | تشكلت إبان أزمة 4 فبراير 1942 حين طوقت القوات البريطانية قصر عابدين، واقتحم السفير البريطاني مايلز لامبسون القصر الملكي، وخير الملك فاروق بين التنازل عن العرش وبين استدعاء النحاس باشا لتأليف الوزارة، فأذعن الملك لطلب السفير.:436:447 |
| 56                                          | وزارة مصطفى النحاس باشا السادسة                                                      | مصطفى النحاس باشا السن عند تولي المنصب: 66 سنةً المدة المتواصلة في المنصب: سنتان و8 أشهرٍ و4 أيامٍ                                    | الملك فاروق الأول (ابن الملك أحمد فؤاد الأول) فترة الحكم من: 28 أبريل 1936 (في ظل مجلس الوصاية على العرش) تولى سلطاته الدستورية في 29 يوليو 1937 إلى: 26 يوليو 1952 انتهت تلك الفترة بتنازله عن العرش لابنه الأمير أحمد فؤاد الثاني. | من: 26 مايو 1942 حتى: 8 أكتوبر 1944 مدة: سنتان و4 أشهرٍ و12 يومًا                                          | بدأت : 14 انتهت: 14                             | :447:460 | |
| 57                                          | وزارة أحمد ماهر باشا الأولى                                                          | أحمد ماهر باشا السن عند تولي المنصب: 56 سنةً المدة المتواصلة في المنصب: 4 أشهرٍ و16 يومًا                                             | الملك فاروق الأول (ابن الملك أحمد فؤاد الأول) فترة الحكم من: 28 أبريل 1936 (في ظل مجلس الوصاية على العرش) تولى سلطاته الدستورية في 29 يوليو 1937 إلى: 26 يوليو 1952 انتهت تلك الفترة بتنازله عن العرش لابنه الأمير أحمد فؤاد الثاني. | من: 8 أكتوبر 1944 حتى: 15 يناير 1945 مدة: 3 أشهرٍ و7 أيامٍ                                                 | بدأت : 13 انتهت: 13                             | ولد سنة 1888 وهو ابن محمد ماهر باشا وكيل وزارة الحربية ومحافظ القاهرة. تخرج في مدرسة الحقوق سنة 1907 ونال درجة الدكتوراه من جامعة مونبلييه بفرنسا. عين أستاذاً بمدرسة التجارة العليا ثم اندمج بالحركة الوطنية وانتخب سنة 1924 عضواً بمجلس النواب وعين وزيراً للمعارف وأنشأ الهيئة السعدية سنة 1938.:461 | تشكلت من ممثلين عن حزب الأحرار الدستوريين والحزب السعدي وحزب الكتلة وممثل عن الحزب الوطني.:460:467 |
| 58                                          | وزارة أحمد ماهر باشا الثانية                                                         | أحمد ماهر باشا السن عند تولي المنصب: 56 سنةً المدة المتواصلة في المنصب: 4 أشهرٍ و16 يومًا                                             | الملك فاروق الأول (ابن الملك أحمد فؤاد الأول) فترة الحكم من: 28 أبريل 1936 (في ظل مجلس الوصاية على العرش) تولى سلطاته الدستورية في 29 يوليو 1937 إلى: 26 يوليو 1952 انتهت تلك الفترة بتنازله عن العرش لابنه الأمير أحمد فؤاد الثاني. | من: 15 يناير 1945 حتى: 24 فبراير 1945 مدة: شهرًا واحدًا و9 أيامٍ                                            | بدأت : 15 انتهت: 15                             | ولد سنة 1888 وهو ابن محمد ماهر باشا وكيل وزارة الحربية ومحافظ القاهرة. تخرج في مدرسة الحقوق سنة 1907 ونال درجة الدكتوراه من جامعة مونبلييه بفرنسا. عين أستاذاً بمدرسة التجارة العليا ثم اندمج بالحركة الوطنية وانتخب سنة 1924 عضواً بمجلس النواب وعين وزيراً للمعارف وأنشأ الهيئة السعدية سنة 1938.:461 | اغتيل أحمد ماهر باشا في حرم البرلمان في 24 فبراير 1945 بسبب نيته اشراك مصر في الحرب في صف الحلفاء.:467:469 |
| 59                                          | وزارة محمود فهمي النقراشي باشا الأولى                                                | محمود فهمي النقراشي باشا السن عند تولي المنصب: 57 سنةً                                                                              | الملك فاروق الأول (ابن الملك أحمد فؤاد الأول) فترة الحكم من: 28 أبريل 1936 (في ظل مجلس الوصاية على العرش) تولى سلطاته الدستورية في 29 يوليو 1937 إلى: 26 يوليو 1952 انتهت تلك الفترة بتنازله عن العرش لابنه الأمير أحمد فؤاد الثاني. | من: 24 فبراير 1945 حتى: 15 فبراير 1946 مدة: 11 شهرًا و22 يومًا                                             | بدأت : 14 انتهت: 14                             | ولد بالإسكندرية سنة 1888 وتعلم بها حتى انتهاء المرحلة الثانوية ثم التحق بمدرسة المعلمين الخديوية بالقاهرة وحصل على شهادة في التعليم من نوتنجهام بإنجلترا سنة 1909. عمل بالتدريس بوزارة المعارف وشارك في ثورة 1919. تولى عدداً من المناصب الوزارية كأحد أعضاء حزب الوفد البارزين حتى اختلف مع النحاس باشا سنة 1937 وخرج من الوفد ليشارك أحمد ماهر باشا في تأسيس الهيئة السعدية.:470 | :469:479 |
| 60                                          | وزارة إسماعيل صدقي باشا الثالثة                                                      | إسماعيل صدقي باشا السن عند تولي المنصب: 71 سنةً                                                                                     | الملك فاروق الأول (ابن الملك أحمد فؤاد الأول) فترة الحكم من: 28 أبريل 1936 (في ظل مجلس الوصاية على العرش) تولى سلطاته الدستورية في 29 يوليو 1937 إلى: 26 يوليو 1952 انتهت تلك الفترة بتنازله عن العرش لابنه الأمير أحمد فؤاد الثاني. | من: 16 فبراير 1946 حتى: 9 ديسمبر 1946 مدة: 9 أشهرٍ و23 يومًا                                               | بدأت : 12 انتهت: 15                             | | كانت محاولة لتشكيل وزارة قومية يشارك فيها ممثلين لجميع أطراف العمل السياسي واختير لها رئيس وزراء ذو شخصية قوية وسياسي ليس له انتماء حزبي خلال تلك المرحلة لكن في النهاية لم يشارك فيها إلا حزب الأحرار الدستوريين ومستقلين.:479:484 |
| 61                                          | وزارة محمود فهمي النقراشي باشا الثانية                                               | محمود فهمي النقراشي باشا السن عند تولي المنصب: 58 سنةً                                                                              | الملك فاروق الأول (ابن الملك أحمد فؤاد الأول) فترة الحكم من: 28 أبريل 1936 (في ظل مجلس الوصاية على العرش) تولى سلطاته الدستورية في 29 يوليو 1937 إلى: 26 يوليو 1952 انتهت تلك الفترة بتنازله عن العرش لابنه الأمير أحمد فؤاد الثاني. | من: 9 ديسمبر 1946 حتى: 28 ديسمبر 1948 مدة: سنتان و19 يومًا                                                | بدأت : 12 انتهت: 14                             | | كانت وزارة حزبية بالكامل تألفت من ممثلين عن حزب الأحرار الدستوريين والحزب السعدي. اغتيل محمود فهمي النقراشي باشا في 28 ديسمبر 1948.:484:487 |
| 62                                          | وزارة إبراهيم عبد الهادي باشا                                                        | إبراهيم عبد الهادي باشا السن عند تولي المنصب: 48 سنةً                                                                               | الملك فاروق الأول (ابن الملك أحمد فؤاد الأول) فترة الحكم من: 28 أبريل 1936 (في ظل مجلس الوصاية على العرش) تولى سلطاته الدستورية في 29 يوليو 1937 إلى: 26 يوليو 1952 انتهت تلك الفترة بتنازله عن العرش لابنه الأمير أحمد فؤاد الثاني. | من: 28 ديسمبر 1948 حتى: 25 يوليو 1949 مدة: 6 أشهرٍ و27 يومًا                                               | بدأت : 16 انتهت: 19                             | ولد سنة 1900 بالدقهلية. شارك في ثورة 1919 وحكم عليه بالسجن سنة 1920 وأطلق سراحه سنة 1924. بعد تشكيل الهيئة السعدية سنة 1938 أصبح من أبرز أعضائها. عين وزيراً للدولة للشئون البرلمانية سنة 1939 ثم وزيراً للتجارة والصناعة سنة 1940 وفي فبراير 1947 تولى تولى رئاسة الديوان الملكي.:488 | تشكلت من ممثلين عن حزب الأحرار الدستوريين والحزب السعدي وبعض المستقلين.:487:492 |
| 63                                          | وزارة حسين سري باشا الثالثة                                                          | حسين سري باشا السن عند تولي المنصب: 57 سنةً المدة المتواصلة في المنصب: 5 أشهرٍ و18 يومًا                                              | الملك فاروق الأول (ابن الملك أحمد فؤاد الأول) فترة الحكم من: 28 أبريل 1936 (في ظل مجلس الوصاية على العرش) تولى سلطاته الدستورية في 29 يوليو 1937 إلى: 26 يوليو 1952 انتهت تلك الفترة بتنازله عن العرش لابنه الأمير أحمد فؤاد الثاني. | من: 25 يوليو 1949 حتى: 3 نوفمبر 1949 مدة: 3 أشهرٍ و9 أيامٍ                                                 | بدأت : 19 انتهت: 18                             | | نجح تشكيلها كوزارة قومية وتشكلت من رئيس مستقل ليس له توجه حزبي باشتراك ممثلين عن حزب الوفد وحزب الأحرار الدستوريين والحزب السعدي والحزب الوطني ومستقلين.:492:498 |
| 64                                          | وزارة حسين سري باشا الرابعة                                                          | حسين سري باشا السن عند تولي المنصب: 57 سنةً المدة المتواصلة في المنصب: 5 أشهرٍ و18 يومًا                                              | الملك فاروق الأول (ابن الملك أحمد فؤاد الأول) فترة الحكم من: 28 أبريل 1936 (في ظل مجلس الوصاية على العرش) تولى سلطاته الدستورية في 29 يوليو 1937 إلى: 26 يوليو 1952 انتهت تلك الفترة بتنازله عن العرش لابنه الأمير أحمد فؤاد الثاني. | من: 3 نوفمبر 1949 حتى: 12 يناير 1950 مدة: شهران و9 أيامٍ                                                  | بدأت : 14 انتهت: 14                             | تشكلت كوزارة محايدة.:498:501 | |
| 65                                          | وزارة مصطفى النحاس باشا السابعة                                                      | مصطفى النحاس باشا السن عند تولي المنصب: 74 سنةً                                                                                     | الملك فاروق الأول (ابن الملك أحمد فؤاد الأول) فترة الحكم من: 28 أبريل 1936 (في ظل مجلس الوصاية على العرش) تولى سلطاته الدستورية في 29 يوليو 1937 إلى: 26 يوليو 1952 انتهت تلك الفترة بتنازله عن العرش لابنه الأمير أحمد فؤاد الثاني. | من: 12 يناير 1950 حتى: 27 يناير 1952 مدة: سنتان و15 يومًا                                                 | بدأت : 18 انتهت: 16                             | | في عهدها ألغيت معاهدة 1936 واتفاقيتي الحكم الثنائي في السودان بقرار منفرد من الوزارة. وكذلك في عهدها حدثت موقعة الإسماعيلية 1952 بين الشرطة المصرية والقوات البريطانية. وأقيلت الوزارة بعد حريق القاهرة الذي وقع في 26 يناير 1952.:501:516 |
| 66                                          | وزارة علي ماهر باشا الثالثة                                                          | علي ماهر باشا السن عند تولي المنصب: 70 سنةً                                                                                         | الملك فاروق الأول (ابن الملك أحمد فؤاد الأول) فترة الحكم من: 28 أبريل 1936 (في ظل مجلس الوصاية على العرش) تولى سلطاته الدستورية في 29 يوليو 1937 إلى: 26 يوليو 1952 انتهت تلك الفترة بتنازله عن العرش لابنه الأمير أحمد فؤاد الثاني. | من: 27 يناير 1952 حتى: 1 مارس 1952 مدة: شهرًا واحدًا و3 أيامٍ                                               | بدأت : 11 انتهت: 15                             | | كان أغلب أعضائها وزراء مستقلين من الفنيين.:516:519 |
| 67                                          | وزارة أحمد نجيب الهلالي باشا الأولى                                                  | أحمد نجيب الهلالي باشا السن عند تولي المنصب: 61 سنةً                                                                                | الملك فاروق الأول (ابن الملك أحمد فؤاد الأول) فترة الحكم من: 28 أبريل 1936 (في ظل مجلس الوصاية على العرش) تولى سلطاته الدستورية في 29 يوليو 1937 إلى: 26 يوليو 1952 انتهت تلك الفترة بتنازله عن العرش لابنه الأمير أحمد فؤاد الثاني. | من: 1 مارس 1952 حتى: 2 يوليو 1952 مدة: 4 أشهرٍ ويومًا واحدًا                                                | بدأت : 14 انتهت: 14                             | ولد سنة 1891 بأسيوط وأتم تعليمه الثانوي ودراسته الجامعية بالقانون في القاهرة سنة 1912. تقلب بين وظائف النيابة العامة وعمل مدرساً بمدرسة الحقوق سنة 1923. انضم للوفد وعين وزيراً للمعارف.:520 | :519:523 |
| 68                                          | وزارة حسين سري باشا الخامسة                                                          | حسين سري باشا السن عند تولي المنصب: 60 سنةً                                                                                         | الملك فاروق الأول (ابن الملك أحمد فؤاد الأول) فترة الحكم من: 28 أبريل 1936 (في ظل مجلس الوصاية على العرش) تولى سلطاته الدستورية في 29 يوليو 1937 إلى: 26 يوليو 1952 انتهت تلك الفترة بتنازله عن العرش لابنه الأمير أحمد فؤاد الثاني. | من: 2 يوليو 1952 حتى: 22 يوليو 1952 مدة: 20 يومًا                                                         | بدأت : 14 انتهت: 14                             | | كان أغلب أعضائها وزراء مستقلين من الفنيين.:523:526 |
| 69                                          | وزارة أحمد نجيب الهلالي باشا الثانية                                                 | أحمد نجيب الهلالي باشا السن عند تولي المنصب: 61 سنةً                                                                                | الملك فاروق الأول (ابن الملك أحمد فؤاد الأول) فترة الحكم من: 28 أبريل 1936 (في ظل مجلس الوصاية على العرش) تولى سلطاته الدستورية في 29 يوليو 1937 إلى: 26 يوليو 1952 انتهت تلك الفترة بتنازله عن العرش لابنه الأمير أحمد فؤاد الثاني. | من: 22 يوليو 1952 حتى: 23 يوليو 1952 مدة: يومًا واحدًا                                                     | بدأت : 16 انتهت: 16                             | | استقال بعد 18 ساعة فقط لقيام ثورة 23 يوليو.:526:527 |
| 70                                          | وزارة علي ماهر باشا الرابعة                                                          | علي ماهر باشا السن عند تولي المنصب: 70 سنةً                                                                                         | الملك فاروق الأول (ابن الملك أحمد فؤاد الأول) فترة الحكم من: 28 أبريل 1936 (في ظل مجلس الوصاية على العرش) تولى سلطاته الدستورية في 29 يوليو 1937 إلى: 26 يوليو 1952 انتهت تلك الفترة بتنازله عن العرش لابنه الأمير أحمد فؤاد الثاني. | من: 24 يوليو 1952 حتى: 26 يوليو 1952 مدة: يومان                                                          | بدأت : 11 انتهت: 14                             | | وقع مرسوم تشكيل الوزارة الملك فاروق قبل تنازله عن العرش.:527:529:41:42:23:24 |
| 70                                          | وزارة علي ماهر باشا الرابعة                                                          | علي ماهر باشا السن عند تولي المنصب: 70 سنةً                                                                                         | | | بدأت : 11 انتهت: 14                             | | |
| 70                                          | وزارة علي ماهر باشا الرابعة                                                          | علي ماهر باشا السن عند تولي المنصب: 70 سنةً                                                                                         | الملك أحمد فؤاد الثاني (ابن الملك فاروق الأول) فترة الحكم من: 26 يوليو 1952 (في ظل مجلس الوصاية على العرش) إلى: 18 يونيو 1953 انتهت تلك الفترة بإلغاء الملكية وإعلان الجمهورية.                                                      | من: 26 يوليو 1952 حتى: 7 سبتمبر 1952 مدة: شهرًا واحدًا و12 يومًا                                            | بدأت : 11 انتهت: 14                             | في 26 يوليو 1952 تنازل الملك فاروق عن العرش وغادر مصر على متن المحروسة من ميناء الإسكندرية. نادي مجلس الوزراء بالأمير أحمد فؤاد الثاني ملكاً وأعلن أنه سيباشر سلطات الملك الدستورية لحين تسليمها إلى مجلس الوصاية. في 2 أغسطس 1952 قرر مجلس الوزراء تأليف هيئة الوصاية المؤقتة على العرش التي تكونت من (الأمير محمد عبد المنعم، بهي الدين بركات باشا، القائمقام رشاد مهنا).:527:529:41:42:23:24 | |
| 71                                          | وزارة محمد نجيب الأولى                                                               | محمد نجيب السن عند تولي المنصب: 51 سنةً المدة المتواصلة في المنصب: سنةً واحدةً و5 أشهرٍ و17 يومًا                                       | الملك أحمد فؤاد الثاني (ابن الملك فاروق الأول) فترة الحكم من: 26 يوليو 1952 (في ظل مجلس الوصاية على العرش) إلى: 18 يونيو 1953 انتهت تلك الفترة بإلغاء الملكية وإعلان الجمهورية.                                                      | من: 8 سبتمبر 1952 حتى: 18 يونيو 1953 مدة: 9 أشهرٍ و10 أيامٍ                                                | بدأت : 16 انتهت: 17                             | ولد في 20 فبراير 1901 بالخرطوم والتحق بالمدرسة الحربية بالقاهرة سنة 1917. بعد تخرجه عين بالخرطوم وفي سنة 1922 نقل إلى الحرس الملكي بالقاهرة. حصل على ليسانس الحقوق سنة 1927 وتدرج في الرتب العسكرية حتى نال رتبة الأميرآلاي سنة 1948. اشترك في حرب فلسطين ورقي إلى رتبة لواء سنة 1950 وعين مديراً لسلاح الحدود ثم لسلاح المشاة. كان زعيماً لحركة الجيش في يوليو 1952 وعين قائداً عاماً للقوات المسلحة حتى تولى رئاسة الوزراء.:530 | في 16 يناير 1953 أعلن حل الأحزاب السياسية. وفي 23 يناير 1953 أعلن عن تأسيس هيئة التحرير لتصبح التنظيم السياسي الوحيد على الساحة في صورة غير حزبية كأداة لتنظيم قوى الشعب.:529:532:43:44:25:26 |
| • جمهورية مصر (1953 – 1954) •               |                                                                                      | | | |                                                 | | |
| 72                                          | وزارة محمد نجيب الثانية                                                              | محمد نجيب | محمد نجيب فترة الحكم من: 18 يونيو 1953 إلى: 25 فبراير 1954 انتهت تلك الفترة بإعلان عزله.:228:236 | من: 18 يونيو 1953 حتى: 25 فبراير 1954 مدة: 8 أشهرٍ و7 أيامٍ                                                | بدأت : 15 انتهت: 19                             | | قبل مجلس قيادة الثورة استقالة محمد نجيب رئيس الجمهورية في 25 فبراير 1954 وآلت اختصاصاته إلى مجلس قيادة الثورة برئاسة جمال عبد الناصر.:45:47:29:30 |
|                                             |                                                                                      | | | |                                                 | | |
| 73                                          | وزارة جمال عبد الناصر الأولى                                                         | جمال عبد الناصر السن عند تولي المنصب: 36 سنةً                                                                                       | جمال عبد الناصر فترة انتقالية (بصفته رئيس مجلس قيادة الثورة) من: 25 فبراير 1954 إلى: 27 فبراير 1956 انتهت الفترة بإعلان عودة محمد نجيب رئيساً للجمهورية.:228:236                                                                      | من: 25 فبراير 1954 حتى: 27 فبراير 1954 مدة: يومان                                                        | بدأت : 20 انتهت: 20                             | ولد في 15 يناير 1918 بالإسكندرية وتلقى تعليمه الابتدائي بالخطاطبه ثم الجمالية بالقاهرة ثم العطارين بالإسكندرية، وقضى مرحلة تعليمه الثانوي بحلوان ثم رأس التين بالإسكندرية ثم حي الظاهر بالقاهرة، وظهر شغفه السياسي خلال تلك المرحله ثم التحق بكلية الحقوق إلى أن تقدم إلى الكلية الحربية وقبل بها في مارس 1937 وتخرج فيها في يوليه 1938 لاستعجال تخريج دفعات تلك المرحلة. في سنة 1939 انتقل للخدمة بالخرطوم وفي 7 فبراير 1943 عين مدرساً بالكلية الحربية، ثم شهد عام 1945 تأسيس حركة الضباط الأحرار التي قام عبد الناصر بتنظيم لجنتها التأسيسية، وشارك بحرب فلسطين وهو برتبة صاغ ثم عاد إلى مصر عاقداً النية على القيام بالثورة ثم عين مدرساً في كلية أركان حرب وفي 23 يوليو 1952 تحرك الضباط الأحرار واحتلوا مبنى قيادة الجيش ودار الإذاعة وأذاعوا بيان الثورة الأول. وفي 26 يوليو 1952 أجبر الملك فاروق على التنازل عن العرش لابنه أحمد فؤاد ومغادرة البلاد وفي اليوم التالي أعيد انتخاب عبد الناصر رئيسًا للهيئة التأسيسية للضباط الأحرار، وفي 18 يونيو 1953 صدر قرار مجلس قيادة الثورة بإلغاء الملكية وإعلان الجمهورية وتولى عبد الناصر منصب نائب رئيس الوزراء ووزير للداخلية في وزارة محمد نجيب الثانية إلى أن ترك منصب وزير الداخلية واحتفظ بمنصب نائب رئيس الوزراء. | :47:48:31:32 |
| 73                                          | وزارة جمال عبد الناصر الأولى                                                         | جمال عبد الناصر السن عند تولي المنصب: 36 سنةً                                                                                       | جمهورية مصر البرلمانية (1954 - 1956) | جمهورية مصر البرلمانية (1954 - 1956)                                                                     | بدأت : 20 انتهت: 20                             | ولد في 15 يناير 1918 بالإسكندرية وتلقى تعليمه الابتدائي بالخطاطبه ثم الجمالية بالقاهرة ثم العطارين بالإسكندرية، وقضى مرحلة تعليمه الثانوي بحلوان ثم رأس التين بالإسكندرية ثم حي الظاهر بالقاهرة، وظهر شغفه السياسي خلال تلك المرحله ثم التحق بكلية الحقوق إلى أن تقدم إلى الكلية الحربية وقبل بها في مارس 1937 وتخرج فيها في يوليه 1938 لاستعجال تخريج دفعات تلك المرحلة. في سنة 1939 انتقل للخدمة بالخرطوم وفي 7 فبراير 1943 عين مدرساً بالكلية الحربية، ثم شهد عام 1945 تأسيس حركة الضباط الأحرار التي قام عبد الناصر بتنظيم لجنتها التأسيسية، وشارك بحرب فلسطين وهو برتبة صاغ ثم عاد إلى مصر عاقداً النية على القيام بالثورة ثم عين مدرساً في كلية أركان حرب وفي 23 يوليو 1952 تحرك الضباط الأحرار واحتلوا مبنى قيادة الجيش ودار الإذاعة وأذاعوا بيان الثورة الأول. وفي 26 يوليو 1952 أجبر الملك فاروق على التنازل عن العرش لابنه أحمد فؤاد ومغادرة البلاد وفي اليوم التالي أعيد انتخاب عبد الناصر رئيسًا للهيئة التأسيسية للضباط الأحرار، وفي 18 يونيو 1953 صدر قرار مجلس قيادة الثورة بإلغاء الملكية وإعلان الجمهورية وتولى عبد الناصر منصب نائب رئيس الوزراء ووزير للداخلية في وزارة محمد نجيب الثانية إلى أن ترك منصب وزير الداخلية واحتفظ بمنصب نائب رئيس الوزراء. | جمهورية مصر البرلمانية (1954 - 1956) |
| 73                                          | وزارة جمال عبد الناصر الأولى                                                         | جمال عبد الناصر السن عند تولي المنصب: 36 سنةً                                                                                       | محمد نجيب فترة الحكم من: 27 فبراير 1954 إلى: 14 نوفمبر 1954 انتهت تلك الفترة بإعلان عزله. | من: 27 فبراير 1954 حتى: 8 مارس 1954 مدة: 9 أيامٍ                                                          | بدأت : 20 انتهت: 20                             | ولد في 15 يناير 1918 بالإسكندرية وتلقى تعليمه الابتدائي بالخطاطبه ثم الجمالية بالقاهرة ثم العطارين بالإسكندرية، وقضى مرحلة تعليمه الثانوي بحلوان ثم رأس التين بالإسكندرية ثم حي الظاهر بالقاهرة، وظهر شغفه السياسي خلال تلك المرحله ثم التحق بكلية الحقوق إلى أن تقدم إلى الكلية الحربية وقبل بها في مارس 1937 وتخرج فيها في يوليه 1938 لاستعجال تخريج دفعات تلك المرحلة. في سنة 1939 انتقل للخدمة بالخرطوم وفي 7 فبراير 1943 عين مدرساً بالكلية الحربية، ثم شهد عام 1945 تأسيس حركة الضباط الأحرار التي قام عبد الناصر بتنظيم لجنتها التأسيسية، وشارك بحرب فلسطين وهو برتبة صاغ ثم عاد إلى مصر عاقداً النية على القيام بالثورة ثم عين مدرساً في كلية أركان حرب وفي 23 يوليو 1952 تحرك الضباط الأحرار واحتلوا مبنى قيادة الجيش ودار الإذاعة وأذاعوا بيان الثورة الأول. وفي 26 يوليو 1952 أجبر الملك فاروق على التنازل عن العرش لابنه أحمد فؤاد ومغادرة البلاد وفي اليوم التالي أعيد انتخاب عبد الناصر رئيسًا للهيئة التأسيسية للضباط الأحرار، وفي 18 يونيو 1953 صدر قرار مجلس قيادة الثورة بإلغاء الملكية وإعلان الجمهورية وتولى عبد الناصر منصب نائب رئيس الوزراء ووزير للداخلية في وزارة محمد نجيب الثانية إلى أن ترك منصب وزير الداخلية واحتفظ بمنصب نائب رئيس الوزراء. | أعلن مجلس قيادة الثورة عودة محمد نجيب رئيساً لجمهورية مصر البرلمانية في 27 فبراير 1954 بعد احتجاجات شعبية.:48:50:33 |
| 74                                          | وزارة محمد نجيب الثالثة                                                              | محمد نجيب السن عند تولي المنصب: 53 سنةً                                                                                             | محمد نجيب فترة الحكم من: 27 فبراير 1954 إلى: 14 نوفمبر 1954 انتهت تلك الفترة بإعلان عزله. | من: 8 مارس 1954 حتى: 17 أبريل 1954 مدة: شهرًا واحدًا و9 أيامٍ                                               | بدأت : 21 انتهت: 21                             | | في 8 مارس 1954 قرر مجلس قيادة الثورة تعيين محمد نجيب رئيساً لمجلس قيادة الثورة ورئيساً لمجلس الوزراء، بعد أن تنحى جمال عبد الناصر عن رئاسة الوزارة وعاد نائباً لرئيس مجلس قيادة الثورة. |
| 75                                          | وزارة جمال عبد الناصر الثانية                                                        | جمال عبد الناصر السن عند تولي المنصب: 36 سنةً المدة المتواصلة في المنصب: 8 سنواتٍ و5 أشهرٍ و12 يومًا                                   | محمد نجيب فترة الحكم من: 27 فبراير 1954 إلى: 14 نوفمبر 1954 انتهت تلك الفترة بإعلان عزله. | من: 17 أبريل 1954 حتى: 14 نوفمبر 1954 مدة: 6 أشهرٍ و28 يومًا                                               | بدأت : 22 انتهت: 22                             | | في 17 أبريل 1954 تولى جمال عبد الناصر رئاسة مجلس الوزراء واقتصر محمد نجيب على رئاسة الجمهورية.:50:53:34:35 |
| 75                                          | وزارة جمال عبد الناصر الثانية                                                        | جمال عبد الناصر السن عند تولي المنصب: 36 سنةً المدة المتواصلة في المنصب: 8 سنواتٍ و5 أشهرٍ و12 يومًا                                   | | | بدأت : 22 انتهت: 22                             | | |
| 75                                          | وزارة جمال عبد الناصر الثانية                                                        | جمال عبد الناصر السن عند تولي المنصب: 36 سنةً المدة المتواصلة في المنصب: 8 سنواتٍ و5 أشهرٍ و12 يومًا                                   | جمال عبد الناصر فترة انتقالية (بصفته رئيس مجلس الوزارء ورئيس مجلس قيادة الثورة) من: 14 نوفمبر 1954 إلى: 25 يونيو 1956 انتهت الفترة بانتخابه رئيساً للجمهورية.                                                                         | من: 14 نوفمبر 1954 حتى: 25 يونيو 1956 مدة: سنةً واحدةً و7 أشهرٍ و11 يومًا                                    | بدأت : 22 انتهت: 22                             | عُزل محمد نجيب رئيس الجمهورية في 14 نوفمبر 1954 وآلت اختصاصاته إلى رئيس مجلس قيادة الثورة / جمال عبد الناصر وظل منصب رئيس الجمهورية شاغراً حوالي تسعة عشر شهراً وذلك حتى أجري استفتاء على شخص رئيس الجمهورية في 23 يونيو 1965.:6 | |
| 75                                          | وزارة جمال عبد الناصر الثانية                                                        | جمال عبد الناصر السن عند تولي المنصب: 36 سنةً المدة المتواصلة في المنصب: 8 سنواتٍ و5 أشهرٍ و12 يومًا                                   | جمهورية مصر (1956 - 1958) | جمهورية مصر (1956 - 1958)                                                                                | بدأت : 22 انتهت: 22                             | جمهورية مصر (1956 - 1958) | |
| 75                                          | وزارة جمال عبد الناصر الثانية                                                        | جمال عبد الناصر السن عند تولي المنصب: 36 سنةً المدة المتواصلة في المنصب: 8 سنواتٍ و5 أشهرٍ و12 يومًا                                   | جمال عبد الناصر (رئيس جمهورية مصر) فترة الحكم من: 25 يونيو 1956 إلى: 22 فبراير 1958 انتهت تلك الفترة بإعلان الوحدة بين مصر وسوريا واختياره رئيساً للجمهورية العربية المتحدة.                                                          | من: 25 يونيو 1956 حتى: 29 يونيو 1956 مدة: 4 أيامٍ                                                         | بدأت : 22 انتهت: 22                             | صدر دستور 1956 في 16 يناير 1956، على أن يستمر العمل بالإعلان الدستوري الصادر في 10 فبراير 1953 لحين استفتاء الشعب على الدستور الجديد في 23 يونيو 1956 وهو نفس اليوم الذي أجري فيه استفتاء لرياسة الجمهورية وانتهى باختيار جمال عبد الناصر رئيساً للجمهورية في 25 يونيو 1956.:6:مادة 193:196 | |
| 76                                          | وزارة جمال عبد الناصر الثالثة                                                        | جمال عبد الناصر السن عند تولي المنصب: 36 سنةً المدة المتواصلة في المنصب: 8 سنواتٍ و5 أشهرٍ و12 يومًا                                   | جمال عبد الناصر (رئيس جمهورية مصر) فترة الحكم من: 25 يونيو 1956 إلى: 22 فبراير 1958 انتهت تلك الفترة بإعلان الوحدة بين مصر وسوريا واختياره رئيساً للجمهورية العربية المتحدة.                                                          | من: 29 يونيو 1956 حتى: 22 فبراير 1958 مدة: سنةً واحدةً و7 أشهرٍ و24 يومًا                                    | بدأت : 20 انتهت: 20                             | - في 2 ديسمبر 1956 ألغيت هيئة التحرير ونقلت ملكية فروعها في المدن والأقاليم إلى الاتحاد القومي الذي أنشئ في 3 نوفمبر 1957 طبقاً لما نص عليه دستور 1956.:54:56:39:40:مادة 192 - في 22 فبراير 1958 اختير رئيساً للجمهورية العربية المتحدة التي أعلن عنها بتوقيع ميثاق الجمهورية المتحدة من قبل الرئيسين السوري شكري القوتلي والمصري جمال عبد الناصر. | |
| • الجمهورية العربية المتحدة (1958 – 1971) • |                                                                                      | | | |                                                 | | |
| 77                                          | وزارة جمال عبد الناصر الرابعة                                                        | جمال عبد الناصر | جمال عبد الناصر (رئيس الجمهورية العربية المتحدة) فترة الحكم من: 22 فبراير 1958 إلى: 9 يونيو 1967 انتهت تلك الفترة بإعلانه التنحي عن الحكم.                                                                                           | من: 6 مارس 1958 حتى: 7 أكتوبر 1958 مدة: 7 أشهرٍ ويومًا واحدًا                                               | بدأت : 21 انتهت: 21                             | | تشكلت في ظل دستور 1958 المؤقت الذي أعلن الجمهورية العربية المتحدة (صدر في دمشق في 5 مارس 1958 وفي القاهرة في 13 مارس 1958).:57:59:45:46 |
| 78                                          | وزارة نور الدين طراف (المجلس التنفيذي للإقليم المصري) وزارة جمال عبد الناصر الخامسة  | نور الدين طراف رئيس المجلس التنفيذي للإقليم المصري السن عند تولي المنصب: 48 سنةً                                                    | جمال عبد الناصر (رئيس الجمهورية العربية المتحدة) فترة الحكم من: 22 فبراير 1958 إلى: 9 يونيو 1967 انتهت تلك الفترة بإعلانه التنحي عن الحكم.                                                                                           | من: 7 أكتوبر 1958 حتى: 20 سبتمبر 1960 مدة: سنةً واحدةً و11 شهرًا و13 يومًا                                   | بدأت : 29 مركزي وإقليمي انتهت: 29 مركزي وإقليمي | ولد سنة 1910 واشتغل بالطب، ثم التحق بالعمل السياسي وكان عضوا بالبرلمان المصري سنة 1954 وكُلف بوزارة الصحة مرتين. | وزارة في ظل الوحدة بين مصر وسوريا وسميت (المجلس التنفيذي للإقليم المصري) في حين كانت الوزارة المركزية (جمال عبد الناصر الخامسة) برئاسة جمال عبد الناصر.:59:62:47:48 |
| 79                                          | وزارة كمال الدين حسين (المجلس التنفيذي للإقليم المصري) وزارة جمال عبد الناصر السادسة | كمال الدين حسين رئيس المجلس التنفيذي للإقليم المصري السن عند تولي المنصب: 39 سنةً                                                   | جمال عبد الناصر (رئيس الجمهورية العربية المتحدة) فترة الحكم من: 22 فبراير 1958 إلى: 9 يونيو 1967 انتهت تلك الفترة بإعلانه التنحي عن الحكم.                                                                                           | من: 20 سبتمبر 1960 حتى: 16 أغسطس 1961 مدة: 10 أشهرٍ و27 يومًا                                              | بدأت : 30 مركزي وإقليمي انتهت: 30 مركزي وإقليمي | ولد في يونيو 1921 بمحافظة القليوبية، والتحق بالكلية الحربية وحصل على بكالوريوس العلوم العسكرية سنة 1939. والتحق بوحدة مدفعية الميدان في الصحراء الغربية ثم عين مدرساً في مدرسة المدفعية في 1948 وشارك في حرب فلسطين ثم عين مدرساً في كلية أركان الحرب. انضم للضباط الأحرار وشارك في ثورة 1952 ثم صار عضواً في مجلس قيادة الثورة، وعين وزيراً للشؤون الاجتماعية ووزيراً للتربية والتعليم ووزيراً للإدارة المحلية ثم نائباً لرئيس الجمهورية ووزيراً للإدارة المحلية. | وزارة في ظل الوحدة بين مصر وسوريا وسميت (المجلس التنفيذي للإقليم المصري) في حين كانت الوزارة المركزية (جمال عبد الناصر السادسة) برئاسة جمال عبد الناصر.:62:64:49 |
| 80                                          | وزارة جمال عبد الناصر السابعة                                                        | جمال عبد الناصر السن عند تولي المنصب: 43 سنةً                                                                                       | جمال عبد الناصر (رئيس الجمهورية العربية المتحدة) فترة الحكم من: 22 فبراير 1958 إلى: 9 يونيو 1967 انتهت تلك الفترة بإعلانه التنحي عن الحكم.                                                                                           | من: 16 أغسطس 1961 حتى: 28 سبتمبر 1961 مدة: شهرًا واحدًا و12 يومًا                                           | بدأت : 31 انتهت: 31                             | | انتهت الوحدة بين مصر وسوريا في 28 سبتمبر 1961 على إثر انقلاب عسكري في دمشق.:64:68:50:52 |
| 81                                          | وزارة جمال عبد الناصر الثامنة                                                        | جمال عبد الناصر السن عند تولي المنصب: 43 سنةً                                                                                       | جمال عبد الناصر (رئيس الجمهورية العربية المتحدة) فترة الحكم من: 22 فبراير 1958 إلى: 9 يونيو 1967 انتهت تلك الفترة بإعلانه التنحي عن الحكم.                                                                                           | من: 18 أكتوبر 1961 حتى: 29 سبتمبر 1962 مدة: 11 شهرًا و11 يومًا                                             | بدأت : 29 انتهت: 29                             | في 21 مايو 1962 قدم الرئيس جمال عبد الناصر نص الميثاق الوطني إلى المؤتمر الوطني للقوى الشعبية كدليل عمل لمرحلة جديدة شملت اعداد تنظيم سياسي جديد وهو الاتحاد الاشتراكي العربي كبديل للاتحاد القومي وأعلن عن تأسيسه في 4 يوليو 1962 ليكون التنظيم السياسي الوحيد في البلاد الذي تتحالف فيه قوى الشعب العامل من جميع الطبقات.:69:70:55:56 | |
| 82                                          | وزارة علي صبري الأولى                                                                | علي صبري السن عند تولي المنصب: 42 سنةً المدة المتواصلة في المنصب: 3 سنواتٍ ويومًا واحدًا                                               | جمال عبد الناصر (رئيس الجمهورية العربية المتحدة) فترة الحكم من: 22 فبراير 1958 إلى: 9 يونيو 1967 انتهت تلك الفترة بإعلانه التنحي عن الحكم.                                                                                           | من: 29 سبتمبر 1962 حتى: 25 مارس 1964 مدة: سنةً واحدةً و5 أشهرٍ و25 يومًا                                     | بدأت : 29 انتهت: 29                             | ولد في 30 أغسطس 1920 بمحافظة الشرقية. تعلم في مدرسة كاثوليكية بالقاهرة، وتخرج في الكلية الحربية سنة 1939، ومن كلية الطيران سنة 1940. عمل مديراً للمخابرات الجوية، واختير مديراً لمكتب القائد العام للقوات المسلحة لشئون الطيران سنة 1952، وعين مديراً لمكتب الرئيس للشئون السياسية سنة 1953، وأشرف على المخابرات العامة. | في 29 سبتمبر 1962 صدر تشكيل مجلس الرياسة برئاسة جمال عبد الناصر، والذي نص عليه الاعلان الدستوري الصادر في 27 سبتمبر 1962.:70:73:57:58 |
| 83                                          | وزارة علي صبري الثانية                                                               | علي صبري السن عند تولي المنصب: 42 سنةً المدة المتواصلة في المنصب: 3 سنواتٍ ويومًا واحدًا                                               | جمال عبد الناصر (رئيس الجمهورية العربية المتحدة) فترة الحكم من: 22 فبراير 1958 إلى: 9 يونيو 1967 انتهت تلك الفترة بإعلانه التنحي عن الحكم.                                                                                           | من: 25 مارس 1964 حتى: 30 سبتمبر 1965 مدة: سنةً واحدةً و6 أشهرٍ و5 أيامٍ                                      | بدأت : 37 انتهت: 39                             | ولد في 30 أغسطس 1920 بمحافظة الشرقية. تعلم في مدرسة كاثوليكية بالقاهرة، وتخرج في الكلية الحربية سنة 1939، ومن كلية الطيران سنة 1940. عمل مديراً للمخابرات الجوية، واختير مديراً لمكتب القائد العام للقوات المسلحة لشئون الطيران سنة 1952، وعين مديراً لمكتب الرئيس للشئون السياسية سنة 1953، وأشرف على المخابرات العامة. | تشكلت في ظل دستور 1964 المؤقت المعمول به اعتباراً من 25 مارس 1964.:73:75:59:61 |
| 84                                          | وزارة زكريا محيي الدين                                                               | زكريا محيي الدين السن عند تولي المنصب: 47 سنةً                                                                                      | جمال عبد الناصر (رئيس الجمهورية العربية المتحدة) فترة الحكم من: 22 فبراير 1958 إلى: 9 يونيو 1967 انتهت تلك الفترة بإعلانه التنحي عن الحكم.                                                                                           | من: 1 أكتوبر 1965 حتى: 10 سبتمبر 1966 مدة: 11 شهرًا و9 أيامٍ                                               | بدأت : 35 انتهت: 35                             | ولد في 7 مايو 1918 بكفر شكر بمحافظة القليوبية. تلقى دراسته الأولية بالقرية، ثم ألتحق بمدرسة العباسية الابتدائية، فمدرسة فؤاد الأول الثانوية بالقاهرة، ثم ألتحق بالكلية الحربية سنة 1936، وتخرج فيها سنة 1938. عمل مدرساً بالكلية الحربية وانضم لتنظيم الضباط الأحرار وأسندت إليه مهام تحريك القوات المسلحة في 23 يوليو 1952، وترأس مجموعة الأمن التي قامت باعتقال كبار الضباط، عين بعد ذلك مديراً للمخابرات الحربية ثم مديراً للمخابرات العامة، وتولى منصب رئيس الجهاز المركزي للمحاسبات سنة 1964. | :75:77:62:63 |
| 85                                          | وزارة صدقي سليمان                                                                    | محمد صدقي سليمان السن عند تولي المنصب: 47 سنةً                                                                                      | جمال عبد الناصر (رئيس الجمهورية العربية المتحدة) فترة الحكم من: 22 فبراير 1958 إلى: 9 يونيو 1967 انتهت تلك الفترة بإعلانه التنحي عن الحكم.                                                                                           | من: 10 سبتمبر 1966 حتى: 9 يونيو 1967 مدة: 8 أشهرٍ و30 يومًا                                                | بدأت : 32 انتهت: 32                             | ولد سنة 1919 في بنها بمحافظة القليوبية وحصل على بكالوريوس الهندسة سنة 1939، وماجستير في العلوم العسكرية. عُين مديراً عاماً للمؤسسة الاقتصادية سنة 1957، ورئيساً لمجلس إدارة مؤسسة مواد البناء والحراريات سنة 1961، ثم وزيراً للسد العالي سنة 1962. | في 9 يونيو 1967 تنحى الرئيس جمال عبد الناصر عن الحكم.:77:79:64:65 |
| 85                                          | وزارة صدقي سليمان                                                                    | محمد صدقي سليمان السن عند تولي المنصب: 47 سنةً                                                                                      | | | بدأت : 32 انتهت: 32                             | ولد سنة 1919 في بنها بمحافظة القليوبية وحصل على بكالوريوس الهندسة سنة 1939، وماجستير في العلوم العسكرية. عُين مديراً عاماً للمؤسسة الاقتصادية سنة 1957، ورئيساً لمجلس إدارة مؤسسة مواد البناء والحراريات سنة 1961، ثم وزيراً للسد العالي سنة 1962. | |
| 85                                          | وزارة صدقي سليمان                                                                    | محمد صدقي سليمان السن عند تولي المنصب: 47 سنةً                                                                                      | زكريا محيي الدين فترة انتقالية من: 9 يونيو 1967 إلى: 11 يونيو 1967 انتهت الفترة بعدول جمال عبد الناصر عن قرار التنحي. | من: 9 يونيو 1967 حتى: 11 يونيو 1967 مدة: يومان                                                           | بدأت : 32 انتهت: 32                             | ولد سنة 1919 في بنها بمحافظة القليوبية وحصل على بكالوريوس الهندسة سنة 1939، وماجستير في العلوم العسكرية. عُين مديراً عاماً للمؤسسة الاقتصادية سنة 1957، ورئيساً لمجلس إدارة مؤسسة مواد البناء والحراريات سنة 1961، ثم وزيراً للسد العالي سنة 1962. | تولى زكريا محيي الدين منصب الرئاسة بشكل مؤقت خلال الفترة (من 9 يونيو 1967 - إلى 11 يونيو 1967).:77:79:64:65 |
| 85                                          | وزارة صدقي سليمان                                                                    | محمد صدقي سليمان السن عند تولي المنصب: 47 سنةً                                                                                      | | | بدأت : 32 انتهت: 32                             | ولد سنة 1919 في بنها بمحافظة القليوبية وحصل على بكالوريوس الهندسة سنة 1939، وماجستير في العلوم العسكرية. عُين مديراً عاماً للمؤسسة الاقتصادية سنة 1957، ورئيساً لمجلس إدارة مؤسسة مواد البناء والحراريات سنة 1961، ثم وزيراً للسد العالي سنة 1962. | |
| 85                                          | وزارة صدقي سليمان                                                                    | محمد صدقي سليمان السن عند تولي المنصب: 47 سنةً                                                                                      | جمال عبد الناصر (رئيس الجمهورية العربية المتحدة) فترة الحكم من: 11 يونيو 1967 إلى: 28 سبتمبر 1970 انتهت تلك الفترة بوفاته. | من: 11 يونيو 1967 حتى: 18 يونيو 1967 مدة: 7 أيامٍ                                                         | بدأت : 32 انتهت: 32                             | ولد سنة 1919 في بنها بمحافظة القليوبية وحصل على بكالوريوس الهندسة سنة 1939، وماجستير في العلوم العسكرية. عُين مديراً عاماً للمؤسسة الاقتصادية سنة 1957، ورئيساً لمجلس إدارة مؤسسة مواد البناء والحراريات سنة 1961، ثم وزيراً للسد العالي سنة 1962. | استقال زكريا محيي الدين من منصبه نتيجة مظاهرات شعبية نادت بعودة جمال عبد الناصر مجدداً.:77:79:64:65 |
| 86                                          | وزارة جمال عبد الناصر التاسعة                                                        | جمال عبد الناصر السن عند تولي المنصب: 49 سنةً                                                                                       | جمال عبد الناصر (رئيس الجمهورية العربية المتحدة) فترة الحكم من: 11 يونيو 1967 إلى: 28 سبتمبر 1970 انتهت تلك الفترة بوفاته. | من: 19 يونيو 1967 حتى: 20 مارس 1968 مدة: 9 أشهرٍ ويومًا واحدًا                                              | بدأت : 28 انتهت: 31                             | | :79:81:66:67 |
| 87                                          | وزارة جمال عبد الناصر العاشرة                                                        | جمال عبد الناصر السن عند تولي المنصب: 49 سنةً                                                                                       | جمال عبد الناصر (رئيس الجمهورية العربية المتحدة) فترة الحكم من: 11 يونيو 1967 إلى: 28 سبتمبر 1970 انتهت تلك الفترة بوفاته. | من: 20 مارس 1968 حتى: 28 سبتمبر 1970 مدة: سنتان و6 أشهرٍ و8 أيامٍ                                          | بدأت : 32 انتهت: 34                             | توفى جمال عبد الناصر في 28 سبتمبر 1970.:81:84:68:70 | |
|                                             |                                                                                      | | | |                                                 | | |
| ــــ                                        | نفس الوزارة السابقة                                                                  | | محمد أنور السادات فترة انتقالية من: 28 سبتمبر 1970 إلى: 17 أكتوبر 1970 انتهت الفترة بإجراء استفتاء انتخب فيه رئيساً للجمهورية. | من: 28 سبتمبر 1970 حتى: 17 أكتوبر 1970 مدة: 17 يومًا                                                      | ـــــــــ                                       | | استمرت الوزارة السابقة في تسيير الأعمال |
| ــــ                                        | نفس الوزارة السابقة                                                                  | | | | ـــــــــ                                       | | |
| ــــ                                        | نفس الوزارة السابقة                                                                  | محمد أنور السادات فترة الحكم من: 17 أكتوبر 1970 إلى: 12 سبتمبر 1971 انتهت تلك الفترة بإصدار دستور 1971 وإعلان جمهورية مصر العربية. | من: 15 أكتوبر 1970 حتى: 20 أكتوبر 1970 مدة: 5 أيامٍ | استمرت الوزارة السابقة في تسيير الأعمال                                                                  | ـــــــــ                                       | | |
| 88                                          | وزارة محمود فوزي الأولى                                                              | محمد أنور السادات فترة الحكم من: 17 أكتوبر 1970 إلى: 12 سبتمبر 1971 انتهت تلك الفترة بإصدار دستور 1971 وإعلان جمهورية مصر العربية. | محمود فوزي السن عند تولي المنصب: 70 سنةً المدة المتواصلة في المنصب: سنةً واحدةً وشهران و28 يومًا | من: 20 أكتوبر 1970 حتى: 18 نوفمبر 1970 مدة: 29 يومًا                                                      | بدأت : 33 انتهت: 33                             | ولد في 19 سبتمبر 1900 في قويسنا بمحافظة المنوفية واسمه الثنائي "محمود فوزي". التحق بالمدرسة الابتدائية فالثانوية، ثم مدرسة الحقوق، وأتم دراساته العليا بالخارج، فدرس العلوم السياسية والتاريخ في جامعات ليفربول وكولومبيا وروما وحصل على الدكتوراه في القانون من جامعة روما، إلتحق بالسلك الدبلوماسي وتدرج في مناصبه حتى وصل إلى درجة قنصل عام لمصر بالقدس وبعد قيام ثورة 23 يوليو 1952 عُين سفيراً بلندن ثم استدعى ليتولى وزارة الخارجية المصرية. | :85:73 |
| 89                                          | وزارة محمود فوزي الثانية                                                             | محمد أنور السادات فترة الحكم من: 17 أكتوبر 1970 إلى: 12 سبتمبر 1971 انتهت تلك الفترة بإصدار دستور 1971 وإعلان جمهورية مصر العربية. | محمود فوزي السن عند تولي المنصب: 70 سنةً المدة المتواصلة في المنصب: سنةً واحدةً وشهران و28 يومًا | من: 18 نوفمبر 1970 حتى: 14 مايو 1971 مدة: 5 أشهرٍ و26 يومًا                                                | بدأت : 33 انتهت: 33                             | ولد في 19 سبتمبر 1900 في قويسنا بمحافظة المنوفية واسمه الثنائي "محمود فوزي". التحق بالمدرسة الابتدائية فالثانوية، ثم مدرسة الحقوق، وأتم دراساته العليا بالخارج، فدرس العلوم السياسية والتاريخ في جامعات ليفربول وكولومبيا وروما وحصل على الدكتوراه في القانون من جامعة روما، إلتحق بالسلك الدبلوماسي وتدرج في مناصبه حتى وصل إلى درجة قنصل عام لمصر بالقدس وبعد قيام ثورة 23 يوليو 1952 عُين سفيراً بلندن ثم استدعى ليتولى وزارة الخارجية المصرية. | :85:87:74:75 |
| 90                                          | وزارة محمود فوزي الثالثة                                                             | محمد أنور السادات فترة الحكم من: 17 أكتوبر 1970 إلى: 12 سبتمبر 1971 انتهت تلك الفترة بإصدار دستور 1971 وإعلان جمهورية مصر العربية. | محمود فوزي السن عند تولي المنصب: 70 سنةً المدة المتواصلة في المنصب: سنةً واحدةً وشهران و28 يومًا | من: 14 مايو 1971 حتى: 12 سبتمبر 1971 مدة: 3 أشهرٍ و29 يومًا                                                | بدأت : 34 انتهت: 34                             | ولد في 19 سبتمبر 1900 في قويسنا بمحافظة المنوفية واسمه الثنائي "محمود فوزي". التحق بالمدرسة الابتدائية فالثانوية، ثم مدرسة الحقوق، وأتم دراساته العليا بالخارج، فدرس العلوم السياسية والتاريخ في جامعات ليفربول وكولومبيا وروما وحصل على الدكتوراه في القانون من جامعة روما، إلتحق بالسلك الدبلوماسي وتدرج في مناصبه حتى وصل إلى درجة قنصل عام لمصر بالقدس وبعد قيام ثورة 23 يوليو 1952 عُين سفيراً بلندن ثم استدعى ليتولى وزارة الخارجية المصرية. | - أجري الاستفتاء على الدستور المصري في 11 سبتمبر 1971، وأعلنت النتيجة في 12 سبتمبر 1971 وصدر القرار بنص الدستور في نفس اليوم، ونشر بالجريدة الرسمية في اليوم التالي.:87:89:76:77 |
| • جمهورية مصر العربية (1971 - حتى الآن) •   |                                                                                      | | | |                                                 | | |
| 91                                          | وزارة محمود فوزي الرابعة                                                             | محمود فوزي | محمد أنور السادات فترة الحكم من: 12 سبتمبر 1971 إلى: 6 أكتوبر 1981 انتهت تلك الفترة باغتياله في 6 أكتوبر 1981. | من: 19 سبتمبر 1971 حتى: 17 يناير 1972 مدة: 3 أشهرٍ و29 يومًا                                               | بدأت : 29 انتهت: 29                             | | أول وزارة مشكلة في ظل دستور 1971.:89:91:78:80 |
| 92                                          | وزارة عزيز صدقي                                                                      | عزيز صدقي السن عند تولي المنصب: 52 سنةً                                                                                             | محمد أنور السادات فترة الحكم من: 12 سبتمبر 1971 إلى: 6 أكتوبر 1981 انتهت تلك الفترة باغتياله في 6 أكتوبر 1981. | من: 17 يناير 1972 حتى: 26 مارس 1973 مدة: سنةً واحدةً وشهران و9 أيامٍ                                        | بدأت : 32 انتهت: 32                             | ولد سنة 1920 بالقاهرة وحصل على بكالوريوس الهندسة من قسم العمارة بجامعة القاهرة سنة 1944، ودرجة الماجستير من جامعة أورجون الأمريكية سنة 1947، ودرجة الماجستير من جامعة هارفارد الأمريكية سنة 1949، ثم درجة الدكتوراه في التخطيط الإقليمي من جامعة هارفارد سنة 1951. وعين وزيراً للصناعة سنة 1956. | :92:93:81:82 |
| 93                                          | وزارة أنور السادات الأولى                                                            | محمد أنور السادات السن عند تولي المنصب: 55 سنةً المدة المتواصلة في المنصب: سنةً واحدةً و5 أشهرٍ و29 يومًا                               | محمد أنور السادات فترة الحكم من: 12 سبتمبر 1971 إلى: 6 أكتوبر 1981 انتهت تلك الفترة باغتياله في 6 أكتوبر 1981. | من: 27 مارس 1973 حتى: 25 أبريل 1974 مدة: سنةً واحدةً و29 يومًا                                              | بدأت : 36 انتهت: 36                             | ولد سنة 1918 بقرية ميت أبو الكوم بمحافظة المنوفية، وتلقى تعليمه الأول في كتاب القرية، ثم انتقل إلى مدرسة الأقباط الابتدائية بطوخ دلكا وحصل منها على الشهادة الابتدائية. وفي عام 1935 التحق بالمدرسة الحربية لاستكمال تعليمه العالي ثم تخرج فيها سنة 1938 ضابطاً برتبة ملازم ثان. سجن بسبب نشاطه السياسي وبعد خروجه من السجن عمل بأعمال مدنية منها مراجع صحفي بمجلة المصور وعمل بعدها بالأعمال الحرة وفي سنة 1950 عاد إلى عمله بالجيش وانضم إلى الضباط الأحرار حتى قيام ثورة 1952 فتقلد بعدها عدة مناصب كبرى فعين رئيساً لتحرير جريدة الجمهورية سنة 1953 ووزير دولة سنة 1954 ورئيساً لمجلس الأمة سنة 1960، واختاره الرئيس جمال عبد الناصر نائبا له سنة 1946. | :93:96:83:85 |
| 94                                          | وزارة أنور السادات الثانية                                                           | محمد أنور السادات السن عند تولي المنصب: 55 سنةً المدة المتواصلة في المنصب: سنةً واحدةً و5 أشهرٍ و29 يومًا                               | محمد أنور السادات فترة الحكم من: 12 سبتمبر 1971 إلى: 6 أكتوبر 1981 انتهت تلك الفترة باغتياله في 6 أكتوبر 1981. | من: 25 أبريل 1974 حتى: 25 سبتمبر 1974 مدة: 5 أشهرٍ                                                        | بدأت : 37 انتهت: 37                             | ولد سنة 1918 بقرية ميت أبو الكوم بمحافظة المنوفية، وتلقى تعليمه الأول في كتاب القرية، ثم انتقل إلى مدرسة الأقباط الابتدائية بطوخ دلكا وحصل منها على الشهادة الابتدائية. وفي عام 1935 التحق بالمدرسة الحربية لاستكمال تعليمه العالي ثم تخرج فيها سنة 1938 ضابطاً برتبة ملازم ثان. سجن بسبب نشاطه السياسي وبعد خروجه من السجن عمل بأعمال مدنية منها مراجع صحفي بمجلة المصور وعمل بعدها بالأعمال الحرة وفي سنة 1950 عاد إلى عمله بالجيش وانضم إلى الضباط الأحرار حتى قيام ثورة 1952 فتقلد بعدها عدة مناصب كبرى فعين رئيساً لتحرير جريدة الجمهورية سنة 1953 ووزير دولة سنة 1954 ورئيساً لمجلس الأمة سنة 1960، واختاره الرئيس جمال عبد الناصر نائبا له سنة 1946. | في أغسطس 1974 أصدر الرئيس أنور السادات ورقة تطوير الاتحاد الاشتراكي العربي والتي دعا فيها إلى إعادة النظر في تنظيمه وهدفه.:96:98:86:87 |
| 95                                          | وزارة عبد العزيز حجازي                                                               | عبد العزيز حجازي السن عند تولي المنصب: 51 سنةً                                                                                      | محمد أنور السادات فترة الحكم من: 12 سبتمبر 1971 إلى: 6 أكتوبر 1981 انتهت تلك الفترة باغتياله في 6 أكتوبر 1981. | من: 25 سبتمبر 1974 حتى: 16 أبريل 1975 مدة: 6 أشهرٍ و22 يومًا                                               | بدأت : 38 انتهت: 38                             | ولد سنة 1923 في كفر عوض الله حجازي بمحافظة الشرقية. حصل على بكالوريوس التجارة من جامعة القاهرة سنة 1944، ودكتوراه الفلسفة في التجارة من جامعة برمنجهام بإنجلترا سنة 1951. عين عميداً لكلية التجارة بجامعة عين شمس سنة 1968، واختير نائباً لرئيس الوزراء ووزيراً للمالية والاقتصاد والتجارة الخارجية سنة 1973، ثم نائباً أول لرئيس الوزراء سنة 1974. | :98:100:88:90 |
| 96                                          | وزارة ممدوح سالم الأولى                                                              | ممدوح سالم السن عند تولي المنصب: 57 سنةً المدة المتواصلة في المنصب: 3 سنواتٍ و5 أشهرٍ و19 يومًا                                        | محمد أنور السادات فترة الحكم من: 12 سبتمبر 1971 إلى: 6 أكتوبر 1981 انتهت تلك الفترة باغتياله في 6 أكتوبر 1981. | من: 16 أبريل 1975 حتى: 19 مارس 1976 مدة: 11 شهرًا و3 أيامٍ                                                 | بدأت : 35 انتهت: 35                             | ولد سنة 1918 بالإسكندرية. وتخرج من كلية الشرطة سنة 1940، وتدرج في العمل حتى رتبة اللواء. تقلد منصب مفتش مباحث أمن الدولة في جهاز الشرطة بالإسكندرية. شغل منصب محافظ الغربية في أغسطس 1970، ثم انتقل محافظاً للإسكندرية في نوفمبر 1970. وعين وزيراً للداخلية في مايو 1971. | في يوليو 1975 عقد المؤتمر القومي العام الثالث للاتحاد الاشتراكي العربي وخلص إلى رفض التعدد الحزبي ووافق على تعدد الاتجاهات داخل الحزب الواحد فيما أطلق عليه اسم المنابر والتي وصل عددها إلى 40 منبراً. في مارس 1976 تمت الموافقة على تأسيس ثلاثة منابر داخل الاتحاد الاشتراكي العربي هي اليمين ويمثله «الأحرارالاشتراكيين»، اليسار ويمثله «التجمع الوطني الوحدوي»، الوسط ويمثله «تنظيم مصر العربي الاشتراكي».:100:102:91:92 |
| 97                                          | وزارة ممدوح سالم الثانية                                                             | ممدوح سالم السن عند تولي المنصب: 57 سنةً المدة المتواصلة في المنصب: 3 سنواتٍ و5 أشهرٍ و19 يومًا                                        | محمد أنور السادات فترة الحكم من: 12 سبتمبر 1971 إلى: 6 أكتوبر 1981 انتهت تلك الفترة باغتياله في 6 أكتوبر 1981. | من: 19 مارس 1976 حتى: 9 نوفمبر 1976 مدة: 7 أشهرٍ و21 يومًا                                                 | بدأت : 32 انتهت: 32                             | ولد سنة 1918 بالإسكندرية. وتخرج من كلية الشرطة سنة 1940، وتدرج في العمل حتى رتبة اللواء. تقلد منصب مفتش مباحث أمن الدولة في جهاز الشرطة بالإسكندرية. شغل منصب محافظ الغربية في أغسطس 1970، ثم انتقل محافظاً للإسكندرية في نوفمبر 1970. وعين وزيراً للداخلية في مايو 1971. | :102:103:93:94 |
| 98                                          | وزارة ممدوح سالم الثالثة                                                             | ممدوح سالم السن عند تولي المنصب: 57 سنةً المدة المتواصلة في المنصب: 3 سنواتٍ و5 أشهرٍ و19 يومًا                                        | محمد أنور السادات فترة الحكم من: 12 سبتمبر 1971 إلى: 6 أكتوبر 1981 انتهت تلك الفترة باغتياله في 6 أكتوبر 1981. | من: 9 نوفمبر 1976 حتى: 26 أكتوبر 1977 مدة: 11 شهرًا و17 يومًا                                              | بدأت : 32 انتهت: 32                             | ولد سنة 1918 بالإسكندرية. وتخرج من كلية الشرطة سنة 1940، وتدرج في العمل حتى رتبة اللواء. تقلد منصب مفتش مباحث أمن الدولة في جهاز الشرطة بالإسكندرية. شغل منصب محافظ الغربية في أغسطس 1970، ثم انتقل محافظاً للإسكندرية في نوفمبر 1970. وعين وزيراً للداخلية في مايو 1971. | في 11 نوفمبر 1976 صدر قرار بتحويل منابر الاتحاد الاشتراكي العربي الثلاث (الأحرارالاشتراكيين، التجمع الوطني الوحدوي، تنظيم مصر العربي الاشتراكي) إلى أحزاب سياسية. في يونيو 1977 صدر قانون تنظيم الأحزاب والذي قضى بالتحول لنظام التعدد الحزبي مع عدم إلغاء الاتحاد الاشتراكي الذي أعطيت له حق الموافقة على تأسيس الأحزاب الجديدة وذلك حتى عدل القانون سنة 1981.:104:105:95:97 في 7 يوليو 1977 تأسس حزب مصر العربي الاشتراكي برئاسة اللواء / ممدوح سالم رئيس الوزراء، ليعود انتماء الوزارة لحزب حاكم منذ إلغاء الملكية.                       |
| 99                                          | وزارة ممدوح سالم الرابعة                                                             | ممدوح سالم السن عند تولي المنصب: 57 سنةً المدة المتواصلة في المنصب: 3 سنواتٍ و5 أشهرٍ و19 يومًا                                        | محمد أنور السادات فترة الحكم من: 12 سبتمبر 1971 إلى: 6 أكتوبر 1981 انتهت تلك الفترة باغتياله في 6 أكتوبر 1981. | من: 26 أكتوبر 1977 حتى: 9 مايو 1978 مدة: 6 أشهرٍ و13 يومًا                                                 | بدأت : 30 انتهت: 30                             | ولد سنة 1918 بالإسكندرية. وتخرج من كلية الشرطة سنة 1940، وتدرج في العمل حتى رتبة اللواء. تقلد منصب مفتش مباحث أمن الدولة في جهاز الشرطة بالإسكندرية. شغل منصب محافظ الغربية في أغسطس 1970، ثم انتقل محافظاً للإسكندرية في نوفمبر 1970. وعين وزيراً للداخلية في مايو 1971. | :106:107:98:99 |
| 100                                         | وزارة ممدوح سالم الخامسة                                                             | ممدوح سالم السن عند تولي المنصب: 57 سنةً المدة المتواصلة في المنصب: 3 سنواتٍ و5 أشهرٍ و19 يومًا                                        | محمد أنور السادات فترة الحكم من: 12 سبتمبر 1971 إلى: 6 أكتوبر 1981 انتهت تلك الفترة باغتياله في 6 أكتوبر 1981. | من: 9 مايو 1978 حتى: 5 أكتوبر 1978 مدة: 4 أشهرٍ و26 يومًا                                                  | بدأت : 31 انتهت: 31                             | ولد سنة 1918 بالإسكندرية. وتخرج من كلية الشرطة سنة 1940، وتدرج في العمل حتى رتبة اللواء. تقلد منصب مفتش مباحث أمن الدولة في جهاز الشرطة بالإسكندرية. شغل منصب محافظ الغربية في أغسطس 1970، ثم انتقل محافظاً للإسكندرية في نوفمبر 1970. وعين وزيراً للداخلية في مايو 1971. | في 31 يوليو 1978 أعلن الرئيس أنور السادات عن تأسيس حزب سياسي سيتولى رئاسته بنفسه، وفي 7 أغسطس 1978 اجتمعت الأمانة العامة للحزب واتفقت على تسميته الحزب الوطني الديمقراطي، وفي 1 أكتوبر 1978 وافقت عليه لجنة شئون الأحزاب.:107:109:100:101 |
| 101                                         | وزارة مصطفى خليل الأولى                                                              | مصطفى خليل السن عند تولي المنصب: 58 سنةً المدة المتواصلة في المنصب: سنةً واحدةً و7 أشهرٍ و9 أيامٍ                                       | محمد أنور السادات فترة الحكم من: 12 سبتمبر 1971 إلى: 6 أكتوبر 1981 انتهت تلك الفترة باغتياله في 6 أكتوبر 1981. | من: 5 أكتوبر 1978 حتى: 19 يونيو 1979 مدة: 8 أشهرٍ و14 يومًا                                                | بدأت : 32 انتهت: 32                             | ولد في 18 نوفمبر 1920 بكفر تصفا بمحافظة القليوبية. حصل على بكالوريوس الهندسة من جامعة القاهرة سنة 1941، ودرجة الماجستير سنة 1948، والدكتوراه من جامعة إلينوى بالولايات المتحدة الأمريكية. عمل محاضراً بجامعة عين شمس وتقلد منصب وزير المواصلات ثم نائباً لرئيس الوزراء، ووزيراً للصناعة والثروة المعدنية والكهرباء وتولى منصب الأمين العام للإتحاد الاشتراكي العربي كما كان نقيباً للمهندسين. | :109:111:102:103 |
| 102                                         | وزارة مصطفى خليل الثانية                                                             | مصطفى خليل السن عند تولي المنصب: 58 سنةً المدة المتواصلة في المنصب: سنةً واحدةً و7 أشهرٍ و9 أيامٍ                                       | محمد أنور السادات فترة الحكم من: 12 سبتمبر 1971 إلى: 6 أكتوبر 1981 انتهت تلك الفترة باغتياله في 6 أكتوبر 1981. | من: 19 يونيو 1979 حتى: 14 مايو 1980 مدة: 10 أشهرٍ و25 يومًا                                                | بدأت : 31 انتهت: 31                             | ولد في 18 نوفمبر 1920 بكفر تصفا بمحافظة القليوبية. حصل على بكالوريوس الهندسة من جامعة القاهرة سنة 1941، ودرجة الماجستير سنة 1948، والدكتوراه من جامعة إلينوى بالولايات المتحدة الأمريكية. عمل محاضراً بجامعة عين شمس وتقلد منصب وزير المواصلات ثم نائباً لرئيس الوزراء، ووزيراً للصناعة والثروة المعدنية والكهرباء وتولى منصب الأمين العام للإتحاد الاشتراكي العربي كما كان نقيباً للمهندسين. | :111:112:104:105 |
| 103                                         | وزارة أنور السادات الثالثة                                                           | محمد أنور السادات السن عند تولي المنصب: 62 سنةً                                                                                     | محمد أنور السادات فترة الحكم من: 12 سبتمبر 1971 إلى: 6 أكتوبر 1981 انتهت تلك الفترة باغتياله في 6 أكتوبر 1981. | من: 14 مايو 1980 حتى: 6 أكتوبر 1981 مدة: سنةً واحدةً و4 أشهرٍ و22 يومًا                                      | بدأت : 26 انتهت: 32                             | | أجرى الرئيس أنور السادات سنة 1981 تعديل على قانون الأحزاب يسمح للجنة شؤون الأحزاب والتي تأسست بموجب القانون 40 لسنة 1977 بحق الموافقة على طلبات تأسيس الأحزاب الجديدة دون غيرها. اغتيل محمد أنور السادات في 6 أكتوبر 1981.:112:115:106:109 |
|                                             |                                                                                      | | | |                                                 | | |
| 104                                         | وزارة حسني مبارك                                                                     | محمد حسني مبارك السن عند تولي المنصب: 53 سنةً المدة المتواصلة في المنصب: شهران و28 يومًا                                             | صوفي أبو طالب فترة انتقالية (بصفته رئيس مجلس الشعب) من: 6 أكتوبر 1981 إلى: 14 أكتوبر 1981 انتهت الفترة بانتخاب محمد حسني مبارك رئيساً للجمهورية.                                                                                      | من: 6 أكتوبر 1981 حتى: 14 أكتوبر 1981 مدة: 8 أيامٍ                                                        | بدأت : 32 انتهت: 32                             | ولد في 4 مايو 1928 في قرية كفر المصيلحة في محافظة المنوفية، وعقب انتهائه من تعليمه الثانوي التحق بالكلية الحربية وحصل على بكالوريوس العلوم العسكرية سنة 1948 ثم درجة بكالوريوس العلوم الجوية سنة 1950 من الكلية الجوية. تدرج في المناصب العسكرية حتى عين سنة 1964 قائداً لإحدى القواعد الجوية غرب القاهرة وفي سنة 1967 عُين مديرا للكلية الجوية ثم رئيساً لأركان حرب القوات الجوية فقائدا للقوات الجوية ونائباً لوزير الدفاع سنة 1972. اشترك في التخطيط لحرب أكتوبر ورقي في العام التالي للحرب إلى رتبة فريق، ثم اختاره الرئيس المصري السابق أنور السادات نائباً له سنة 1975. | صدر قرار جمهوري باستمرار نواب رئيس الوزراء والوزراء (في وزارة أنور السادات الثالثة) في مناصبهم ومباشرة اختصاصاتهم. عين محمد حسني مبارك (نائب رئيس الجمهورية) رئيساً للوزراء. أدت الوزارة اليمين الدستورية أمام الرئيس المؤقت صوفي أبو طالب.:116 |
| 104                                         | وزارة حسني مبارك                                                                     | محمد حسني مبارك السن عند تولي المنصب: 53 سنةً المدة المتواصلة في المنصب: شهران و28 يومًا                                             | | | بدأت : 32 انتهت: 32                             | ولد في 4 مايو 1928 في قرية كفر المصيلحة في محافظة المنوفية، وعقب انتهائه من تعليمه الثانوي التحق بالكلية الحربية وحصل على بكالوريوس العلوم العسكرية سنة 1948 ثم درجة بكالوريوس العلوم الجوية سنة 1950 من الكلية الجوية. تدرج في المناصب العسكرية حتى عين سنة 1964 قائداً لإحدى القواعد الجوية غرب القاهرة وفي سنة 1967 عُين مديرا للكلية الجوية ثم رئيساً لأركان حرب القوات الجوية فقائدا للقوات الجوية ونائباً لوزير الدفاع سنة 1972. اشترك في التخطيط لحرب أكتوبر ورقي في العام التالي للحرب إلى رتبة فريق، ثم اختاره الرئيس المصري السابق أنور السادات نائباً له سنة 1975. | |
| 104                                         | وزارة حسني مبارك                                                                     | محمد حسني مبارك السن عند تولي المنصب: 53 سنةً المدة المتواصلة في المنصب: شهران و28 يومًا                                             | محمد حسني مبارك فترة الحكم من: 14 أكتوبر 1981 إلى: 11 فبراير 2011 انتهت تلك الفترة بتنحيه عن الحكم. | من: 14 أكتوبر 1981 حتى: 3 يناير 1982 مدة: شهران و20 يومًا                                                 | بدأت : 32 انتهت: 32                             | ولد في 4 مايو 1928 في قرية كفر المصيلحة في محافظة المنوفية، وعقب انتهائه من تعليمه الثانوي التحق بالكلية الحربية وحصل على بكالوريوس العلوم العسكرية سنة 1948 ثم درجة بكالوريوس العلوم الجوية سنة 1950 من الكلية الجوية. تدرج في المناصب العسكرية حتى عين سنة 1964 قائداً لإحدى القواعد الجوية غرب القاهرة وفي سنة 1967 عُين مديرا للكلية الجوية ثم رئيساً لأركان حرب القوات الجوية فقائدا للقوات الجوية ونائباً لوزير الدفاع سنة 1972. اشترك في التخطيط لحرب أكتوبر ورقي في العام التالي للحرب إلى رتبة فريق، ثم اختاره الرئيس المصري السابق أنور السادات نائباً له سنة 1975. | أدت الوزارة اليمين الدستورية مرة أخرى بعد انتخاب محمد حسني مبارك رئيساً للجمهورية.:116:118 |
| 105                                         | وزارة فؤاد محيي الدين الأولى                                                         | أحمد فؤاد محيي الدين السن عند تولي المنصب: 56 سنةً المدة المتواصلة في المنصب: سنتان و5 أشهرٍ ويومان                                  | محمد حسني مبارك فترة الحكم من: 14 أكتوبر 1981 إلى: 11 فبراير 2011 انتهت تلك الفترة بتنحيه عن الحكم. | من: 3 يناير 1982 حتى: 31 أغسطس 1982 مدة: 7 أشهرٍ و28 يومًا                                                 | بدأت : 34 انتهت: 34                             | ولد في 16 فبراير 1926 بمحافظة القليوبية، وتخرج في كلية الطب جامعة القاهرة سنة 1949، وحصل على دراسات عليا في الاقتصاد والسياسة من كلية الحقوق بجامعة القاهرة، ودكتوراه في الأشعة من جامعة القاهرة. انخرط في العمل السياسي وشغل منصب محافظ الشرقية ثم الإسكندرية ثم الجيزة، وتقلد بعد ذلك وزارة الحكم المحلي ثم وزارة الشباب ثم الصحة. | :119:120 |
| 106                                         | وزارة فؤاد محيي الدين الثانية                                                        | أحمد فؤاد محيي الدين السن عند تولي المنصب: 56 سنةً المدة المتواصلة في المنصب: سنتان و5 أشهرٍ ويومان                                  | محمد حسني مبارك فترة الحكم من: 14 أكتوبر 1981 إلى: 11 فبراير 2011 انتهت تلك الفترة بتنحيه عن الحكم. | من: 31 أغسطس 1982 حتى: 5 يونيو 1984 مدة: سنةً واحدةً و9 أشهرٍ و5 أيامٍ                                       | بدأت : 32 انتهت: 32                             | ولد في 16 فبراير 1926 بمحافظة القليوبية، وتخرج في كلية الطب جامعة القاهرة سنة 1949، وحصل على دراسات عليا في الاقتصاد والسياسة من كلية الحقوق بجامعة القاهرة، ودكتوراه في الأشعة من جامعة القاهرة. انخرط في العمل السياسي وشغل منصب محافظ الشرقية ثم الإسكندرية ثم الجيزة، وتقلد بعد ذلك وزارة الحكم المحلي ثم وزارة الشباب ثم الصحة. | توفى فؤاد محيي الدين وهو في منصبه بداخل مكتبه في 5 يونيو 1984، وكلف محمد حسني مبارك الفريق أول كمال الدين حسن علي بتولي رئاسة الوزراء بالنيابة، وتولى هذه المسئولية حوالي 40 يوماً.:121:122 |
| 107                                         | وزارة كمال حسن علي                                                                   | كمال الدين حسن علي السن عند تولي المنصب: 63 سنةً                                                                                    | محمد حسني مبارك فترة الحكم من: 14 أكتوبر 1981 إلى: 11 فبراير 2011 انتهت تلك الفترة بتنحيه عن الحكم. | من: 5 يونيو 1984 (بالنيابة) 16 يوليو 1984 (فعلياً) حتى: 4 سبتمبر 1985 مدة: سنةً واحدةً وشهرًا واحدًا و19 يومًا | بدأت : 32 انتهت: 32                             | ولد في 18 سبتمبر 1921 في حي عابدين بالقاهرة، تدرج في المناصب العسكرية حتى شغل منصب كبير معلمي مدرسة المدرعات، قائد اللواء 70 مدرع السوري أثناء الوحدة، مدرس بكلية القادة والأركان، قائد اللواء الثاني المدرع أثناء حرب 1967، نائب مدير شؤون الضباط، رئيس العمليات بهيئة العمليات للقوات المسلحة، قائد الفرقة 21 مدرعة أثناء حرب الاستنزاف، مدير سلاح المدرعات في حرب أكتوبر، رئيس المخابرات العامة المصرية، نائب رئيس الوزراء ووزير الخارجية، وزير الدفاع والإنتاج الحربي والقائد العام للقوات المسلحة. | :122:123 |
| 108                                         | وزارة علي لطفي                                                                       | علي لطفي السن عند تولي المنصب: 50 سنةً                                                                                              | محمد حسني مبارك فترة الحكم من: 14 أكتوبر 1981 إلى: 11 فبراير 2011 انتهت تلك الفترة بتنحيه عن الحكم. | من: 5 سبتمبر 1985 حتى: 9 نوفمبر 1986 مدة: سنةً واحدةً وشهران و4 أيامٍ                                       | بدأت : 33 انتهت: 33                             | ولد في 6 أكتوبر 1935. حصل على بكالوريوس التجارة من جامعة عين شمس، ثم دبلوم إدارة المنشآت الاقتصادية، بالإضافة إلى دكتوراه في الاقتصاد من جامعة لوزان وتولى منصب وزير المالية. | :124:126 |
| 109                                         | وزارة عاطف صدقي الأولى                                                               | عاطف صدقي السن عند تولي المنصب: 56 سنةً المدة المتواصلة في المنصب: 9 سنواتٍ وشهرًا واحدًا و22 يومًا                                     | محمد حسني مبارك فترة الحكم من: 14 أكتوبر 1981 إلى: 11 فبراير 2011 انتهت تلك الفترة بتنحيه عن الحكم. | من: 11 نوفمبر 1986 حتى: 13 أكتوبر 1987 مدة: 11 شهرًا ويومان                                               | بدأت : 32 انتهت: 32                             | ولد في 29 أغسطس 1930 بمدينة طنطا وحصل على درجته الجامعية الأولى في القانون من جامعة القاهرة ثم الدكتوراة في الاقتصاد من باريس. وشغل منصب رئيس الجهاز المركزي للمحاسبات. | :126:127 |
| 110                                         | وزارة عاطف صدقي الثانية                                                              | عاطف صدقي السن عند تولي المنصب: 56 سنةً المدة المتواصلة في المنصب: 9 سنواتٍ وشهرًا واحدًا و22 يومًا                                     | محمد حسني مبارك فترة الحكم من: 14 أكتوبر 1981 إلى: 11 فبراير 2011 انتهت تلك الفترة بتنحيه عن الحكم. | من: 13 أكتوبر 1987 حتى: 14 أكتوبر 1993 مدة: 6 سنواتٍ ويومًا واحدًا                                          | بدأت : 32 انتهت: 35                             | ولد في 29 أغسطس 1930 بمدينة طنطا وحصل على درجته الجامعية الأولى في القانون من جامعة القاهرة ثم الدكتوراة في الاقتصاد من باريس. وشغل منصب رئيس الجهاز المركزي للمحاسبات. | تشكلت عقب انتخاب محمد حسني مبارك رئيساً للجمهورية لفترة رئاسية ثانية.:127:130 |
| 111                                         | وزارة عاطف صدقي الثالثة                                                              | عاطف صدقي السن عند تولي المنصب: 56 سنةً المدة المتواصلة في المنصب: 9 سنواتٍ وشهرًا واحدًا و22 يومًا                                     | محمد حسني مبارك فترة الحكم من: 14 أكتوبر 1981 إلى: 11 فبراير 2011 انتهت تلك الفترة بتنحيه عن الحكم. | من: 14 أكتوبر 1993 حتى: 2 يناير 1996 مدة: سنتان وشهران و19 يومًا                                          | بدأت : 34 انتهت: 34                             | ولد في 29 أغسطس 1930 بمدينة طنطا وحصل على درجته الجامعية الأولى في القانون من جامعة القاهرة ثم الدكتوراة في الاقتصاد من باريس. وشغل منصب رئيس الجهاز المركزي للمحاسبات. | تشكلت عقب انتخاب محمد حسني مبارك رئيساً للجمهورية لفترة رئاسية ثالثة.:130:132 |
| 112                                         | وزارة كمال الجنزوري الأولى                                                           | كمال الجنزوري السن عند تولي المنصب: 63 سنةً                                                                                         | محمد حسني مبارك فترة الحكم من: 14 أكتوبر 1981 إلى: 11 فبراير 2011 انتهت تلك الفترة بتنحيه عن الحكم. | من: 4 يناير 1996 حتى: 5 أكتوبر 1999 مدة: 3 سنواتٍ و9 أشهرٍ ويومًا واحدًا                                     | بدأت : 32 انتهت: 32                             | ولد في 12 يناير 1933 في محافظة المنوفية، حصل على الدكتوراه في الاقتصاد من جامعة ميتشجان الأمريكية، عين أستاذاً بمعهد التخطيط القومي سنة 1973، ثم وكيل وزارة التخطيط سنة 1974، فمحافظاً للوادى الجديد سنة 1976، ثم محافظاً لبني سويف سنة 1977، إلى أن عين مديراً لمعهد التخطيط القومي سنة 1977، وبدأ عمله الوزاري وزيراً للتخطيط سنة 1982، فوزيراً للتخطيط والتعاون الدولي سنة 1984، وشغل منصب نائب رئيس مجلس الوزراء ووزير التخطيط والتعاون الدولي سنة 1986 ثم نائب رئيس الوزراء ووزير التخطيط. | :132:134 |
| 113                                         | وزارة عاطف عبيد                                                                      | عاطف عبيد السن عند تولي المنصب: 67 سنةً                                                                                             | محمد حسني مبارك فترة الحكم من: 14 أكتوبر 1981 إلى: 11 فبراير 2011 انتهت تلك الفترة بتنحيه عن الحكم. | من: 10 أكتوبر 1999 حتى: 9 يوليو 2004 مدة: 4 سنواتٍ و8 أشهرٍ و29 يومًا                                       |                                                 | ولد في 14 أبريل 1932 بطنطا في محافظة الغربية، وحصل على بكالوريوس تجارة من جامعة القاهرة سنة 1952، وماجستير سنة 1956، ثم دكتوراه في إدارة الأعمال من جامعة إلينوي الأمريكية سنة 1962، وعمل مستشاراً لوزارات الكهرباء والصناعة والتعليم والإسكان، ورئيس مجلس إدارة المركز الدولي لإدارة الأعمال، ومستشاراً لمنظمة العمل الدولية لتطوير برامج الإدارة في قبرص. تقلد عدة مناصب وزارية، فعين وزيراً لشؤون مجلس الوزراء، ووزير دولة للتنمية الإدارية، ثم وزيراً للتخطيط. | كُلف عاطف عبيد بتشكيل الوزارة في 6 أكتوبر 1999، وصدر قرار تشكيل الوزارة في 10 أكتوبر 1999، فيما أدت الوزارة اليمين الدستورية في 11 أكتوبر 1999، واستمرت الوزارة حتى قدمت استقالتها في 2004. |
| 114                                         | وزارة أحمد نظيف الأولى                                                               | أحمد نظيف السن عند تولي المنصب: 52 سنةً المدة المتواصلة في المنصب: 6 سنواتٍ و6 أشهرٍ و14 يومًا                                         | محمد حسني مبارك فترة الحكم من: 14 أكتوبر 1981 إلى: 11 فبراير 2011 انتهت تلك الفترة بتنحيه عن الحكم. | من: 13 يوليو 2004 حتى: 19 ديسمبر 2005 مدة: سنةً واحدةً و5 أشهرٍ و6 أيامٍ                                     |                                                 | ولد سنة 1952 بمحافظة الاسكندرية ودرس بكلية الهندسة وتخرج في جامعة القاهرة قسم الاتصالات والالكترونيات سنة 1973 وحصل على الدكتوراه في مجال الذكاء الاصطناعي من جامعة ماك جيلي الكندية سنة 1983. عين مدرساً بكلية الهندسة بجامعة القاهرة ثم أستاذاً مساعداً فأستاذاً في مجال الحاسبات. واختير وزيراً للاتصالات والمعلومات في وزارة عاطف عبيد. | كُلف أحمد نظيف بتشكيل وزارته الأولى في 9 يوليو 2004، صدر قرار تشكيل الوزارة في 13 يوليو 2004 فيما أدت الوزارة اليمين الدستورية في 14 يوليو 2004. استقالت الوزارة عقب انتهاء الانتخابات الرئاسية. |
| 115                                         | وزارة أحمد نظيف الثانية                                                              | أحمد نظيف السن عند تولي المنصب: 52 سنةً المدة المتواصلة في المنصب: 6 سنواتٍ و6 أشهرٍ و14 يومًا                                         | محمد حسني مبارك فترة الحكم من: 14 أكتوبر 1981 إلى: 11 فبراير 2011 انتهت تلك الفترة بتنحيه عن الحكم. | من: 30 ديسمبر 2005 حتى: 28 يناير 2011 مدة: 5 سنواتٍ و29 يومًا                                              |                                                 | ولد سنة 1952 بمحافظة الاسكندرية ودرس بكلية الهندسة وتخرج في جامعة القاهرة قسم الاتصالات والالكترونيات سنة 1973 وحصل على الدكتوراه في مجال الذكاء الاصطناعي من جامعة ماك جيلي الكندية سنة 1983. عين مدرساً بكلية الهندسة بجامعة القاهرة ثم أستاذاً مساعداً فأستاذاً في مجال الحاسبات. واختير وزيراً للاتصالات والمعلومات في وزارة عاطف عبيد. | كُلف أحمد نظيف بتشكيل وزارته الثانية في 19 ديسمبر 2005، وصدر قرار تشكيل الوزارة في 30 ديسمبر 2005، فيما أدت الوزارة اليمين الدستورية في 31 ديسمبر 2005. طلب محمد حسني مبارك من الحكومة التقدم باستقالتها يوم 28 يناير 2011 "المسمى بجمعة الغضب" إبان ثورة 25 يناير. |
| 116                                         | وزارة أحمد شفيق                                                                      | أحمد شفيق السن عند تولي المنصب: 70 سنةً المدة المتواصلة في المنصب: شهرًا واحدًا                                                       | محمد حسني مبارك فترة الحكم من: 14 أكتوبر 1981 إلى: 11 فبراير 2011 انتهت تلك الفترة بتنحيه عن الحكم. | من: 31 يناير 2011 حتى: 11 فبراير 2011 مدة: 11 يومًا                                                       |                                                 | ولد في 25 نوفمبر 1941 في الابراهيمية بمحافظة الشرقية، وتخرج في الكلية الجوية سنة 1961 ليعين طياراً بالقوات الجوية، وحصل على زمالة كلية الحرب العليا من أكاديمية ناصر العسكرية العليا وزمالة كلية الحرب العليا للأسلحة المشتركة بباريس ودكتوراه الفلسفة في الإستراتيجية القومية للفضاء الخارجي. عمل كملحق عسكري في سفارة مصر بإيطاليا سنة 1984، وفي عام 1991 عين رئيساً لأركان القوات الجوية، ثم قائداً لها سنة 1996 إلى أن عين وزيراً للطيران المدني سنة 2002. | كُلف أحمد شفيق بتشكيل الوزارة في 29 يناير 2011، وصدر قرار تشكيل الوزارة وأدت اليمين الدستورية في 31 يناير 2011. استمرت الوزارة حتى تنحي محمد حسني مبارك عن الحكم في 11 فبراير 2011. |
| 116                                         | وزارة أحمد شفيق                                                                      | أحمد شفيق السن عند تولي المنصب: 70 سنةً المدة المتواصلة في المنصب: شهرًا واحدًا                                                       | | |                                                 | ولد في 25 نوفمبر 1941 في الابراهيمية بمحافظة الشرقية، وتخرج في الكلية الجوية سنة 1961 ليعين طياراً بالقوات الجوية، وحصل على زمالة كلية الحرب العليا من أكاديمية ناصر العسكرية العليا وزمالة كلية الحرب العليا للأسلحة المشتركة بباريس ودكتوراه الفلسفة في الإستراتيجية القومية للفضاء الخارجي. عمل كملحق عسكري في سفارة مصر بإيطاليا سنة 1984، وفي عام 1991 عين رئيساً لأركان القوات الجوية، ثم قائداً لها سنة 1996 إلى أن عين وزيراً للطيران المدني سنة 2002. | |
| 116                                         | وزارة أحمد شفيق                                                                      | أحمد شفيق السن عند تولي المنصب: 70 سنةً المدة المتواصلة في المنصب: شهرًا واحدًا                                                       | محمد حسين طنطاوي فترة انتقالية (بصفته رئيس المجلس الأعلى للقوات المسلحة) من: 11 فبراير 2011 إلى: 30 يونيو 2012 انتهت الفترة بانتخاب محمد مرسي رئيساً للجمهورية.                                                                       | من: 11 فبراير 2011 حتى: 3 مارس 2011 مدة: 20 يومًا                                                         |                                                 | ولد في 25 نوفمبر 1941 في الابراهيمية بمحافظة الشرقية، وتخرج في الكلية الجوية سنة 1961 ليعين طياراً بالقوات الجوية، وحصل على زمالة كلية الحرب العليا من أكاديمية ناصر العسكرية العليا وزمالة كلية الحرب العليا للأسلحة المشتركة بباريس ودكتوراه الفلسفة في الإستراتيجية القومية للفضاء الخارجي. عمل كملحق عسكري في سفارة مصر بإيطاليا سنة 1984، وفي عام 1991 عين رئيساً لأركان القوات الجوية، ثم قائداً لها سنة 1996 إلى أن عين وزيراً للطيران المدني سنة 2002. | استمرت الوزارة في تسيير الأعمال طبقاً للبيان رقم 4 للمجلس الأعلى للقوات المسلحة إلى حين تشكيل حكومة جديدة. |
| 117                                         | وزارة عصام شرف                                                                       | عصام شرف السن عند تولي المنصب: 59 سنةً                                                                                              | محمد حسين طنطاوي فترة انتقالية (بصفته رئيس المجلس الأعلى للقوات المسلحة) من: 11 فبراير 2011 إلى: 30 يونيو 2012 انتهت الفترة بانتخاب محمد مرسي رئيساً للجمهورية.                                                                       | من: 7 مارس 2011 حتى: 21 نوفمبر 2011 مدة: 8 أشهرٍ و14 يومًا                                                 |                                                 | ولد في الجيزة سنة 1952 وحصل علي بكالوريوس الهندسة المدنية سنة 1975، وعلي ماجستير هندسة النقل من جامعة بيردو بالولايات المتحدة سنة 1980 وعلي الدكتوراة من نفس الجامعة سنة 1984. عمل بعدة مناصب أكاديمية منها أستاذ لهندسة الطرق بكلية الهندسة بجامعة القاهرة، وأستاذ زائر بجامعة بيردو بأمريكا، وأستاذ مساعد بكلية الهندسة جامعة الملك سعود بالمملكة العربية السعودية. شغل العديد من المناصب منها أمين مجلس قسم الأشغال العامة بهندسة القاهرة وممثل مجلس قسم الأشغال العامة بكلية الهندسة جامعة القاهرة ومستشار تحرير مجلة نقابة المهندسين المصرية. كما شغل عضوية كل من مجلس بحوث النقل المصري بأكاديمية البحث العلمي، وشعبة النقل الداخلي بمجلس بحوث النقل بأكاديمية البحث العلمي والتكنولوجيا وشعبة بحوث الطواريء بمجلس البحوث الطبية بأكاديمية البحث العلمي والتكنولوجيا، واللجنة الاستشارية العليا والشركة القابضة للنقل البري والبحري وعمل مستشارا لوزير النقل وعضو بالمكتب الفني للجنة النقل بالحزب الوطني وعضو المجلس الأعلى للسياسات بنفس الحزب ورئيس لجنة التسيير بنقابة المهندسين وعين وزيراً للنقل والمواصلات سنة 2004. | كُلف عصام شرف بتشكيل الوزارة في 3 مارس 2011، وصدر قرار تشكيل الوزارة وأدت اليمين الدستورية في 7 مارس 2011. استقالت الوزارة في 21 نوفمبر 2011، واستمرت في تسيير الأعمال لحين تشكيل الوزارة الجديدة. |
| 118                                         | وزارة كمال الجنزوري الثانية                                                          | كمال الجنزوري السن عند تولي المنصب: 78 سنةً                                                                                         | محمد حسين طنطاوي فترة انتقالية (بصفته رئيس المجلس الأعلى للقوات المسلحة) من: 11 فبراير 2011 إلى: 30 يونيو 2012 انتهت الفترة بانتخاب محمد مرسي رئيساً للجمهورية.                                                                       | من: 7 ديسمبر 2011 حتى: 25 يونيو 2012 مدة: 6 أشهرٍ و18 يومًا                                                |                                                 | | كُلف كمال الجنزوري بتشكيل وزارته الثانية في 25 نوفمبر 2011، وأدت الوزارة اليمين الدستورية في 7 ديسمبر 2011. استقالت الوزارة في 25 يونيو 2012 عقب انتهاء الانتخابات الرئاسية، واستمرت في تسيير الأعمال لحين تشكيل الوزارة الجديدة. |
|                                             |                                                                                      | | | |                                                 | | |
| 119                                         | وزارة هشام قنديل                                                                     | هشام قنديل السن عند تولي المنصب: 50 سنةً                                                                                            | محمد مرسي فترة الحكم من: 30 يونيو 2012 إلى: 3 يوليو 2013 انتهت تلك الفترة بعزله. | من: 2 أغسطس 2012 حتى: 8 يوليو 2013 مدة: 11 شهرًا و6 أيامٍ                                                  |                                                 | ولد في 17 سبتمبر 1962، وحصل على شهادة البكالوريوس في الهندسة من جامعة القاهرة سنة 1984، ثم حصل على درجتي الماجستير والدكتوراه في مجال المياه والري من الولايات المتحدة شغل عدة مناصب أهمها كبير خبراء الموارد المائية في بنك التنمية الأفريقي ورئيس قطاع النيل ووزير الموارد المائية والري سنة 2011. | كُلف هشام قنديل بتشكيل الوزارة في 24 يوليو 2012، وصدر قرار تشكيل الوزارة وأدت اليمين الدستورية في 2 أغسطس 2012. استقالت الوزارة في 8 يوليو 2013. |
|                                             |                                                                                      | | | |                                                 | | |
| 120                                         | وزارة حازم الببلاوي                                                                  | حازم الببلاوي السن عند تولي المنصب: 77 سنةً                                                                                         | عدلي منصور فترة انتقالية (بصفته رئيس المحكمة الدستورية العليا) من: 4 يوليو 2013 إلى: 8 يونيو 2014 انتهت الفترة بانتخاب عبد الفتاح السيسي رئيساً للجمهورية.                                                                            | من: 16 يوليو 2013 حتى: 24 فبراير 2014 مدة: 7 أشهرٍ و8 أيامٍ                                                |                                                 | ولد سنة 1936 وتخرج في كلية الحقوق بجامعة القاهرة سنة 1957، وحصل على الدكتوراه في العلوم الاقتصادية من جامعة باريس سنة 1964. بدأ حياته الوظيفية مندوباً في مجلس الدولة ثم عين بعد حصوله على الدكتوراه مدرساً بكلية الحقوق بجامعة الأسكندرية في 1965، تدرج في المناصب الجامعية حتى وصل إلى درجة أستاذ الاقتصاد سنة 1976 في نفس الجامعة. أعير للعمل بجامعة الكويت، ثم بالصندوق العربي للإنماء الاقتصادي والاجتماعي في الكويت، ثم مستشاراً لوزير المالية في الكويت، ومديراً للدائرة الاقتصادية بالبنك الصناعي الكويتي قبل أن يعود إلى مصر لرئاسة البنك المصري لتنمية الصادرات سنة 1983، ثم الشركة المصرية لضمان الصادرات وفي عام 1995 عين وكيلاً للأمين العام للأمم المتحدة، وأميناً تنفيذاً للجنة الاقتصادية والاجتماعية بغرب آسيا. | كُلف حازم الببلاوي بتشكيل الوزارة في 9 يوليو 2013، وصدر قرار تشكيل الوزارة وأدت اليمين الدستورية في 16 يوليو 2013. استقالت الوزارة في 24 فبراير 2014، واستمرت في تسيير الأعمال لحين تشكيل الوزارة الجديدة. |
| 121                                         | وزارة إبراهيم محلب الأولى                                                            | إبراهيم محلب السن عند تولي المنصب: 65 سنةً المدة المتواصلة في المنصب: سنةً واحدةً و6 أشهرٍ و11 يومًا                                    | عدلي منصور فترة انتقالية (بصفته رئيس المحكمة الدستورية العليا) من: 4 يوليو 2013 إلى: 8 يونيو 2014 انتهت الفترة بانتخاب عبد الفتاح السيسي رئيساً للجمهورية.                                                                            | من: 1 مارس 2014 حتى: 9 يونيو 2014 مدة: 3 أشهرٍ و8 أيامٍ                                                    |                                                 | ولد سنة 1949 وتخرج في كلية الهندسة بجامعة القاهرة سنة 1972. والتحق بالعمل بشركة المقاولون العرب وتدرج في مناصب الشركة من مهندس سنة 1972 إلى مدير فني سنة 1985، ثم مديراً لإدارة الطرق والكباري سنة 1994، فعضواً بمجلس الإدارة الشركة سنة 1996. وتولى منصب نائب الشركة سنة 1997 ثم رئيساً لمجلس إدارتها إلى أن عين وزيراً للإسكان. | كُلف إبراهيم محلب بتشكيل وزارته الأولى في 26 فبراير 2014، وصدر قرار تشكيل الوزارة وأدت اليمين الدستورية في 1 مارس 2014. استقالة الوزارة في 9 يونيو 2014 عقب انتهاء الانتخابات الرئاسية. |
|                                             |                                                                                      | إبراهيم محلب السن عند تولي المنصب: 65 سنةً المدة المتواصلة في المنصب: سنةً واحدةً و6 أشهرٍ و11 يومًا                                    | | |                                                 | ولد سنة 1949 وتخرج في كلية الهندسة بجامعة القاهرة سنة 1972. والتحق بالعمل بشركة المقاولون العرب وتدرج في مناصب الشركة من مهندس سنة 1972 إلى مدير فني سنة 1985، ثم مديراً لإدارة الطرق والكباري سنة 1994، فعضواً بمجلس الإدارة الشركة سنة 1996. وتولى منصب نائب الشركة سنة 1997 ثم رئيساً لمجلس إدارتها إلى أن عين وزيراً للإسكان. | |
| 122                                         | وزارة إبراهيم محلب الثانية                                                           | إبراهيم محلب السن عند تولي المنصب: 65 سنةً المدة المتواصلة في المنصب: سنةً واحدةً و6 أشهرٍ و11 يومًا                                    | عبد الفتاح السيسي فترة الحكم من: 8 يونيو 2014 حتى الآن. | من: 16 يونيو 2014 حتى: 12 سبتمبر 2015 مدة: سنةً واحدةً وشهران و27 يومًا                                     |                                                 | ولد سنة 1949 وتخرج في كلية الهندسة بجامعة القاهرة سنة 1972. والتحق بالعمل بشركة المقاولون العرب وتدرج في مناصب الشركة من مهندس سنة 1972 إلى مدير فني سنة 1985، ثم مديراً لإدارة الطرق والكباري سنة 1994، فعضواً بمجلس الإدارة الشركة سنة 1996. وتولى منصب نائب الشركة سنة 1997 ثم رئيساً لمجلس إدارتها إلى أن عين وزيراً للإسكان. | كُلف إبراهيم محلب بتشكيل وزارته الثانية في 9 يونيو 2014، وصدر قرار تشكيل الوزارة في 16 يونيو 2014، فيما أدت الوزارة اليمين الدستورية في 17 يونيو 2014. استقالت الوزارة في 12 سبتمبر 2015. |
| 123                                         | وزارة شريف إسماعيل                                                                   | شريف إسماعيل السن عند تولي المنصب: 60 سنةً                                                                                          | عبد الفتاح السيسي فترة الحكم من: 8 يونيو 2014 حتى الآن. | من: 19 سبتمبر 2015 حتى: 5 يونيو 2018 مدة: سنتان و8 أشهرٍ و17 يومًا                                         |                                                 | ولد في 6 يوليو 1955 وحصل على كالوريوس هندسة ميكانيكا القوى سنة 1978 من جامعة عين شمس بتقدير عام جيد جداً، التحق بالعمل بقطاع البترول فعمل مهندساً بشركة موبيل للبحث والاستكشاف ثم انتقل للعمل بشركة إنبي ووصل فيها إلى وظيفة مدير عام الشئون الفنية وعضو مجلس إدارة ثم عين وكيلاً لوزارة البترول لمتابعة عمليات البترول ثم وكيلاً لوزارة البترول لشئون الغاز. وتولى رئاسة مجلس إدارة الشركة المصرية القابضة للغازات الطبيعية (إيجاس) سنة 2005 ثم رئاسة مجلس إدارة شركة جنوب الوادى القابضة للبترول سنة 2007 إلى أن أسندت إليه وزارة البترول والثروة المعدنية في يوليو 2013. | كُلف شريف إسماعيل بتشكيل الوزارة في 12 سبتمبر 2015، وصدر قرار تشكيل الوزارة وأدت اليمين الدستورية في 19 سبتمبر 2015. استقالة الوزارة في 5 يونيو 2018 بعد انتهاء الانتخابات الرئاسية وتأدية الرئيس عبد الفتاح السيسي اليمين الدستورية لفترته الرئاسية الثانية في 2 يونيو 2018. |
| 124                                         | وزارة مصطفى مدبولي الأولى                                                            | مصطفى مدبولي السن عند تولي المنصب: 52 سنةً                                                                                          | عبد الفتاح السيسي فترة الحكم من: 8 يونيو 2014 حتى الآن. | من: 14 يونيو 2018 حتى: 3 يونيو 2024 مدة: 5 سنواتٍ و11 شهرًا و20 يومًا                                       |                                                 | مصطفى كمال مدبولى محمد نصار، ولد في 28 أبريل 1966. حصل على بكالوريوس الهندسة المعمارية من كلية الهندسة، جامعة القاهرة سنة 1988، ودبلوم الدراسات المتقدمة في مجال التخطيط العمراني من معهد دراسات الإسكان بهولندا سنة 1993، ودرجة الماجستير في الفلسفة في الهندسة المعمارية من جامعة القاهرة سنة 1992، ودرجة الدكتوراه في الهندسة المعمارية من جامعة القاهرة سنة 1997. ترقى بالمناصب في الهيئة العامة للتخطيط العمراني، حتى تم تكليفه بوزارة الإسكان في 24 فبراير 2014 ضمن وزارة إبراهيم محلب الأولى واستمر في هذا المنصب ضمن وزارة إبراهيم محلب الثانية ووزارة شريف إسماعيل حتى تم تكليفه برئاسة الوزراء في 7 يونيو 2018. | كُلف مصطفى مدبولي بتشكيل الوزارة في 7 يونيو 2018، وصدر قرار تشكيل الوزارة وأدت اليمين الدستورية في 14 يونيو 2018. |
| 125                                         | وزارة مصطفى مدبولي الثانية                                                           | مصطفى مدبولي السن عند تولي المنصب: 52 سنةً                                                                                          | عبد الفتاح السيسي فترة الحكم من: 8 يونيو 2014 حتى الآن. | |                                                 | مصطفى كمال مدبولى محمد نصار، ولد في 28 أبريل 1966. حصل على بكالوريوس الهندسة المعمارية من كلية الهندسة، جامعة القاهرة سنة 1988، ودبلوم الدراسات المتقدمة في مجال التخطيط العمراني من معهد دراسات الإسكان بهولندا سنة 1993، ودرجة الماجستير في الفلسفة في الهندسة المعمارية من جامعة القاهرة سنة 1992، ودرجة الدكتوراه في الهندسة المعمارية من جامعة القاهرة سنة 1997. ترقى بالمناصب في الهيئة العامة للتخطيط العمراني، حتى تم تكليفه بوزارة الإسكان في 24 فبراير 2014 ضمن وزارة إبراهيم محلب الأولى واستمر في هذا المنصب ضمن وزارة إبراهيم محلب الثانية ووزارة شريف إسماعيل حتى تم تكليفه برئاسة الوزراء في 7 يونيو 2018. | كلف مصطفى مدبولي بتشكيل الوزارة في 3 يونيو 2024، فيما صدر قرار التشكيل الوزاري وأدت الوزارة اليمين الدستورية في 3 يوليو 2024 |

## تعليقات
- رئيس مجلس الوزراء الحالي: مصطفى مدبولي منذ 7 يونيو 2018.
- أول من حمل لقب رئيس مجلس النظار: نوبار باشا.
- أول من حمل لقب رئيس مجلس الوزراء: حسين رشدي باشا في وزارته الثانية.
- أول رئيس مجلس وزراء بعد ثورة 23 يوليو 1952: علي ماهر باشا في وزارته الرابعة.
- أول رئيس مجلس وزراء في العهد الجمهوري: محمد نجيب في وزارته الثانية.
- أطول رؤساء مجلس النظار / الوزراء مدة في المنصب: مصطفى فهمي باشا (12 سنة متواصلة).
- أقل رؤساء مجلس النظار / الوزراء مدة في المنصب: أحمد نجيب الهلالي باشا (يوم واحد).
- أصغر رؤساء مجلس النظار / الوزراء سناً عند تولي المنصب: الأمير محمد توفيق باشا (27 عاماً).
- أكبر رؤساء مجلس النظار / الوزراء سناً عند تولي المنصب: كمال الجنزوري (78 عاماً) في وزارته الثانية.
- أقدم تاريخ ميلاد لرئيس مجلس نظار / وزراء: إسماعيل راغب باشا (1819).
- أحدث تاريخ ميلاد لرئيس مجلس نظار / وزراء: مصطفى مدبولي (1966).
- أكثر رؤساء مجلس النظار / الوزراء تشكيلاً للوزارة: جمال عبد الناصر (عشر وزارات).
- عدد رؤساء مجلس النظار / الوزراء المتوفيين وفاة طبيعية أثناء توليهم المنصب: ثلاثة هم (حسن صبري باشا، جمال عبد الناصر، أحمد فؤاد محيي الدين).
- عدد رؤساء مجلس النظار / الوزراء المُغتالين أثناء توليهم المنصب: أربعة هم (بطرس غالي باشا، أحمد ماهر باشا، محمود فهمي النقراشي باشا، محمد أنور السادات).
- عدد رؤساء المجالس التنفيذية في ظل رئيس مجلس وزراء مركزي: اثنان (الأول نور الدين طراف في ظل وزارة جمال عبد الناصر الخامسة، والثاني كمال الدين حسين في ظل وزارة جمال عبد الناصر السادسة).
- فترة الحكم المذكورة بالقائمة هي فترة الحكم المتصلة للحاكم تحت ظل نظام حكم الدولة الساري حينها وتختلف عن الفترة الرئاسية الدستورية بالنسبة للرؤساء.
- حجم الوزارة يتضمن منصب رئيس مجلس الوزراء ونوابه والوزراء ونوابهم.
- تاريخ بداية فترة رئيس مجلس النظار / الوزراء المذكورة في القائمة هو تاريخ صدور قرار تشكيل الوزارة المنشور بالجريدة الرسمية.
- في أغلب الأوقات خلال الفترة ما بين تقديم الحكومة استقالتها وتكليف رئيس مجلس وزراء جديد وحلف الوزارة الجديدة لليمين الدستورية، يقوم الوزراء السابقين بتسيير الأعمال لحين تسلم الوزراء الجدد مهام عملهم